# 中華民國罷免制度
罷免制度為受《中華民國憲法》保障的國民參政權利，與選舉制度相對。各級由民選產生的公職人員（包含總統、立法委員、地方行政首長、地方民意代表）在任期中如其表現不受選民認同，可由原選舉區之選民通過罷免機制令其強制退場。
現行適用於大多數民選公職人員的罷免制度主要依據《公職人員選舉罷免法》之規範，流程包含經原選舉區選舉人總數百分之一以上提議，總數百分之十以上連署，最後投票時同意票數達總數四分之一以上且多於不同意票數，罷免即為通過。另外總統、副總統之罷免依照《總統副總統選舉罷免法》之規範，各級地方議會正副議長、代表會正副主席之罷免則依照《地方制度法》之規範。

## 法源依據與制度
中華民國罷免制度之法源依據來自《中華民國憲法》，另外《憲法增修條文》中對做為國家元首的總統、副總統之罷免案有特別規定。

《中華民國憲法》
第十七條　人民有選舉，罷免，創制及複决之權。
第一百三十三條　被選舉人得由原選舉區依法罷免之。
《中華民國憲法增修條文》
第二條 (總統) 　……
　　總統、副總統之罷免案，須經全體立法委員四分之一之提議，全體立法委員三分之二之同意後提出，並經中華民國自由地區選舉人總額過半數之投票，有效票過半數同意罷免時，即為通過。

### 公職人員
依據現行《公職人員選舉罷免法》規範對象包含以下由公民直接選舉產生的公職人員（第2條）：
- 中央公職人員：立法院立法委員。
- 地方公職人員：直轄市議會議員、縣市議會議員、鄉鎮市區民代表、直轄市長、縣市長、鄉鎮市區長、村里長。

中華民國公職人員的罷免制度為分二階段徵求選民連署，通過之後再進行選民投票決定罷免結果。
| 階段              | 流程 |
| ----------------- | --- |
| 第一階段 （提議） | - 公職人員就職滿一年後可提出罷免案（第75條） - 罷免領銜人提出 1%原選舉區選民簽署之提議書（第76條） - 但是現役軍人、服替代役之現役役男或公務人員，不得為罷免案提議人。(第77條) - 選舉委員會於收到罷免案提議後，於25日內查對提議人名冊（第79條） - 選舉委員會查對後： - 如人數合規，通知領銜人於10日內領取連署人名冊格式。 - 如人數不足，通知領銜人於10日內補提，補提以一次為限。 - 如經補提後人數仍然不足，則不予受理。 - 罷免案於未徵求連署前，經提議人總數三分之二以上同意，得以書面向選舉委員會撤回之。(第78條) |
| 第二階段 （連署） | - 徵求連署期間自領銜人領取連署人名冊格式之次日起算期限如下（第80條） - 立法委員、直轄市議員、直轄市長、縣市長 — 60日 - 縣市議員、鄉鎮市區長 — 40日 - 鄉鎮市區民代表、村里長 — 20日 - 罷免領銜人提出 10%原選舉區選民簽署之連署書，且同一罷免案之提議人不得為連署人（第81條） - 選舉委員會收到罷免案連署人名冊後，應於下列期限內查對連署人名冊，但連署人名冊不足 原選舉區選民10%者，選舉委員會應逕為不成立之宣告（第83條） - 立法委員、直轄市議員、直轄市長、縣市長 — 40日 - 縣市議員、鄉鎮市區長 — 20日 - 鄉鎮市區民代表、村里長 — 15日 - 選舉委員會查對後： - 如人數合規，宣告罷免案成立。 - 如人數不足，通知領銜人於10日內補提，補提以一次為限。 - 如屆期不補提或經補提後人數仍然不足，則宣告罷免案不成立。 |
| 第三階段 （投票） | - 罷免案宣告成立後： - 被罷免人可於宣告後10日內提出答辯書。（第84條） - 答辯書提出期間屆滿後5日內由選舉委員會公告投票日期以及相關事項。（第85條） - 投票日期應於宣告後20日起至60日內。（第87條） - 以同意票數大於不同意票數且達原選舉區選舉人總數1/4（25%）以上為通過。（第90條） - 投票完畢7日內公告結果。（第91條） - 罷免投票結果公告後： - 如為通過，被罷免人應自當日起解除職務，並於4年內不得參選同選舉區同公職。（第92條） - 如為否決，在該被罷免人之任期內，不得對其再為罷免案之提議。（第92條） |

### 總統、副總統
做為國家元首的總統、副總統之罷免案，除在《憲法增修條文》中有原則性規範外，其流程主要由《總統副總統選舉罷免法》規定。
| 階段              | 流程 |
| ----------------- | --- |
| 第一階段 （提議） | - 總統、副總統就職滿一年後可提出罷免案（第70條） - 全體立法委員1/4（或29名委員）之提議（第70條） |
| 第二階段 （成案） | - 全體立法委員2/3（或76名委員）之同意提出後，立法院宣告罷免案成立（第70條） |
| 第三階段 （投票） | - 罷免案宣告成立後： - 立法院於宣告後10日內將理由書及被罷免人答辯書移送中央選舉委員會。（第70條） - 中央選舉委員會在收到立法院移送文書後20日內公告投票日期以及相關事項。（第71條） - 投票日期應於立法院移送文書後後60日內。（第73條） - 以自由地區選舉人總額過半數之投票，有效票過半數同意罷免為通過。（第76條） - 投票完畢7日內公告結果。（第77條） - 罷免投票結果公告後（第78條）： - 如為通過，被罷免人應自當日起解除職務，並於4年內不得參選總統、副總統。 - 如為否決，在該被罷免人之任期內，不得對其再為罷免案之提議。 |

### 地方議會正副議長、代表會正副主席
各直轄市議會、縣議會、市議會之正副議長或鄉（鎮、縣轄市、直轄市山地原住民區）民代表會正副主席之罷免則依據《地方制度法》。中華民國現行的議會正副議長及代表會正副主席之罷免制度，為議員、代表連署，通過之後再進行議員、代表投票決定罷免結果。
- 第一階段：連署 （三分之一議員、代表簽署）
- 第二階段：投票 （過半數出席，且出席總數三分之二以上之同意罷免，即為通過）

### 其他法規
在臺灣民主化以前，對於罷免中央公職人員之法規散見於《總統副總統選舉罷免法》（民国36年）、《國民大會代表選舉罷免法》、《立法院立法委員選舉罷免法》、《監察院監察委員選舉罷免法》等法律。在罷免地方公職人員方面，因早期中央政府對地方自治立法流程之延宕，散見於由各省、直轄市政府以行政命令形式頒布之《選舉罷免規程》、《選舉罷免辦法》中。
至1980年（民國69年）立法院三讀通過《動員戡亂時期公職人員選舉罷免法》後，罷免制度始完成法制化。

## 罷免制度修改歷史

### 公職人員
| 修法時間       | 提議門檻 | 連署門檻 | 總數算法                                     | 罷免通過門檻                                                                                                   | 其他                                                                               |
| -------------- | -------- | -------- | -------------------------------------------- | --- | ---------------------------------------------------------------------------------- |
| 1980年5月6日   | 5%       | 15%      | 該選舉區之選舉人總數除以該選舉區應選出之名額 | 國民大會代表、立委、議員原選舉區投票率逾三分之一 省（市）、縣（市）長選舉區投票率逾二分之一 同意票多於不同意票 |                                                                                    |
| 1991年7月16日  | 3%       | 12%      | 該選舉區之選舉人總數除以該選舉區應選出之名額 | 國民大會代表、立委、議員原選舉區投票率逾三分之一 省（市）、縣（市）長選舉區投票率逾二分之一 同意票多於不同意票 |                                                                                    |
| 1994年7月15日  | 3%       | 12%      | 該選舉區之選舉人總數除以該選舉區應選出之名額 | 國民大會代表、立委、議員原選舉區投票率逾三分之一 省（市）、縣（市）長選舉區投票率逾二分之一 同意票多於不同意票 | 刪除監察委員罷免之規定。                                                           |
| 1994年10月6日  | 3%       | 12%      | 該選舉區之選舉人總數除以該選舉區應選出之名額 | 國民大會代表、立委、議員原選舉區投票率逾三分之一 省（市）、縣（市）長選舉區投票率逾二分之一 同意票多於不同意票 | 罷免案之投票，應於罷免案宣告成立後三十日之內為之。但不得與各類選舉之投票同時舉行。 |
| 1994年10月20日 | 2%       | 13%      | 為原選舉區選舉人之總數                       | 罷免案投票人數不足為原選舉區選舉人之總數二分之一以上或同意票數無法超過有效投票數二分之一以上者，均為否決       |                                                                                    |
| 2016年11月29日 | 1%       | 10%      | 為原選舉區選舉人之總數                       | 同意票數大於不同意票數，且同意票數達原選舉區選舉人總數四分之一以上                                             | 連署時間延長，刪除禁止宣傳規定、不得與各類選舉投票同時舉行規定。                   |
| 2024年12月20日 | 1%       | 10%      | 為原選舉區選舉人之總數                       | 同意票數大於不同意票數，且同意票數達原選舉區選舉人總數四分之一以上                                             | 提議人與連署人應附國民身分證正反面影本，將偽造、假冒提議或連署行為入刑。           |

| 修法時間       | 類型                  | 提議門檻 | 連署門檻       | 總數算法               | 罷免通過門檻                                            | 法源依據                                                                    |
| -------------- | --------------------- | -------- | -------------- | ---------------------- | ------------------------------------------------------- | --------------------------------------------------------------------------- |
| 1951年9月26日  | 臨時省議員            | 不適用   | 20%            | 為原縣市議會議員之總數 | 選舉縣市投票率逾二分之一 同意票數達投票總數三分之二以上 | 《臺灣省臨時省議會議員選舉罷免規程》第7章                                   |
| 1960年2月8日   | 省議員                | 1%       | 9%             | 為原選舉區選舉人之總數 | 選舉區投票率逾二分之一 同意票數達投票總數二分之一       | 《臺灣省議會議員選舉罷免規程》第3章                                         |
| 1963年2月9日   | 省議員                | 1%       | 9%             | 為原選舉區選舉人之總數 | 選舉區投票率逾二分之一 同意票多於不同意票               | 《臺灣省議會議員選舉罷免規程》第6章                                         |
| 1967年9月7日   | 省議員                | 1%       | 7%             | 為原選舉區選舉人之總數 | 選舉區投票率逾二分之一 同意票多於不同意票               | 《臺灣省議會議員選舉罷免規程》第6章                                         |
| 1946年9月19日  | 鄉鎮區長 副鄉鎮區長   | 不適用   | 5%， 或代表5人 | 為鄉鎮區民代表之總數   | 逾三分之二之出席 出席總數三分之二以上之同意             | 《臺灣省鄉鎮區長副鄉鎮區長罷免辦法》                                        |
| 1950年4月25日  | 縣市議員              | 不適用   | 10%            | 為原選舉區選舉人之總數 | 選舉區投票率逾三分之一 同意票數達投票總數二分之一       | 《臺灣省各縣市議會議員選舉罷免規程》第8章                                   |
| 1950年4月25日  | 縣市長                | 不適用   | 20%            | 為原選舉區選舉人之總數 | 選舉區投票率逾二分之一 同意票數達投票總數二分之一       | 《臺灣省各縣市縣市長選舉罷免規程》第7章                                     |
| 1950年7月12日  | 鄉鎮區市長            | 不適用   | 20%            | 為原選舉區選舉人之總數 | 選舉區投票率逾二分之一 同意票數達投票總數二分之一       | 《臺灣省各縣市鄉鎮區縣轄市長選舉罷免規程》                                  |
| 1950年7月12日  | 鄉鎮市民代表          | 不適用   | 50人           | 為原選舉區選舉人之總數 | 選舉區投票率逾二分之一 同意票數達投票總數二分之一       | 《臺灣省鄉鎮民代表選舉罷免規程》 《臺灣省各縣鄉鎮縣轄市民代表選舉罷免規程》 |
| 1950年7月12日  | 村里長                | 不適用   | 50人           | 為原選舉區選舉人之總數 | 選舉區投票率逾二分之一 同意票數達投票總數二分之一       | 《臺灣省各縣（市）村里長選舉罷免規程》 《臺灣省各縣市村里長選舉罷免規程》   |
| 1958年10月15日 | 縣市長                | 0.1%     | 20%            | 為原選舉區選舉人之總數 | 選舉區投票率逾二分之一 同意票數達投票總數二分之一       | 臺灣省政府(47)府民二字第92345號代電                                         |
| 1959年1月16日  | 縣市議員              | 1%       | 10%            | 為原選舉區選舉人之總數 | 選舉區投票率逾三分之一 同意票數達投票總數二分之一       | 臺灣省政府(48)府民二字第116303號代電                                        |
| 1959年1月16日  | 鄉鎮區市長            | 1%       | 20%            | 為原選舉區選舉人之總數 | 選舉區投票率逾二分之一 同意票數達投票總數二分之一       | 臺灣省政府(48)府民二字第116303號代電                                        |
| 1959年1月16日  | 鄉鎮市民代表 村里長   | 5人      | 50人           | 為原選舉區選舉人之總數 | 選舉區投票率逾二分之一 同意票數達投票總數二分之一       | 臺灣省政府(48)府民二字第116303號代電                                        |
| 1959年10月8日  | 縣市議員 鄉鎮市民代表 | 1%       | 9%             | 為原選舉區選舉人之總數 | 選舉區投票率逾三分之一 同意票多於不同意票               | 《臺灣省各縣市公職人員選舉罷免規程》第3章                                   |
| 1959年10月8日  | 縣市長 鄉鎮市長       | 1%       | 19%            | 為原選舉區選舉人之總數 | 選舉區投票率逾二分之一 同意票多於不同意票               | 《臺灣省各縣市公職人員選舉罷免規程》第3章                                   |
| 1959年10月8日  | 村里長                | 2%       | 8%             | 為原選舉區選舉人之總數 | 選舉區投票率逾二分之一 同意票多於不同意票               | 《臺灣省各縣市公職人員選舉罷免規程》第3章                                   |
| 1963年11月21日 | 縣市議員 鄉鎮市民代表 | 1%       | 5%             | 為原選舉區選舉人之總數 | 選舉區投票率逾三分之一 同意票多於不同意票               | 《臺灣省各縣市公職人員選舉罷免規程》第6章                                   |
| 1963年11月21日 | 縣市長 鄉鎮市長       | 2%       | 18%            | 為原選舉區選舉人之總數 | 選舉區投票率逾二分之一 同意票多於不同意票               | 《臺灣省各縣市公職人員選舉罷免規程》第6章                                   |
| 1963年11月21日 | 村里長                | 2%       | 8%             | 為原選舉區選舉人之總數 | 選舉區投票率逾二分之一 同意票多於不同意票               | 《臺灣省各縣市公職人員選舉罷免規程》第6章                                   |

| 修法時間     | 類型   | 提議門檻 | 連署門檻 | 總數算法               | 罷免通過門檻                              | 法源依據                            |
| ------------ | ------ | -------- | -------- | ---------------------- | ----------------------------------------- | ----------------------------------- |
| 1967年9月7日 | 市議員 | 1%       | 7%       | 為原選舉區選舉人之總數 | 選舉區投票率逾二分之一 同意票多於不同意票 | 《臺北市公職人員選舉罷免規程》第6章 |
| 1967年9月7日 | 里長   | 2%       | 8%       | 為原選舉區選舉人之總數 | 選舉區投票率逾二分之一 同意票多於不同意票 | 《臺北市公職人員選舉罷免規程》第6章 |

### 議會正副議長及代表會正副主席
| 修法時間      | 簽署門檻 | 總數算法       | 罷免通過門檻                            | 其他                       |
| ------------- | -------- | -------------- | --------------------------------------- | -------------------------- |
| 1999年1月25日 | 三分之一 | 議員、代表總額 | 過半數之出席 出席總數三分之二以上之同意 |                            |
| 2016年6月22日 | 三分之一 | 議員、代表總額 | 過半數之出席 出席總數三分之二以上之同意 | 罷免規定改為記名投票之方式 |

## 已成立案件總表
| 投票日         | 類型                 | 選區                   | 屆別 | 被罷免人姓名 | 第一階段提議人數 | 第二階段連署人數 | 選舉人總數         | 同意票數門檻 | 同意票數 | 不同意票數       | 是否通過                                     | 未通過原因                                 | 投票率 |
| -------------- | -------------------- | ---------------------- | ---- | ------------ | ---------------- | ---------------- | ------------------ | ------------ | -------- | ---------------- | -------------------------------------------- | ------------------------------------------ | ------ |
| 2025年8月23日  | 立法委員             | 新北市第十一選舉區     | 11   | 羅明才       | 3,350            | 30,878           | 299,652            | 74,913       |          |                  |                                              |                                            |        |
| 2025年8月23日  | 立法委員             | 新竹縣第二選舉區       | 11   | 林思銘       | 4,358            | 24,112           | 238,499            | 59,625       |          |                  |                                              |                                            |        |
| 2025年8月23日  | 立法委員             | 臺中市第二選舉區       | 11   | 顏寬恆       | 3,380            | 31,398           | 307,742            | 76,936       |          |                  |                                              |                                            |        |
| 2025年8月23日  | 立法委員             | 臺中市第三選舉區       | 11   | 楊瓊瓔       | 3,201            | 26,657           | 260,599            | 65,150       |          |                  |                                              |                                            |        |
| 2025年8月23日  | 立法委員             | 臺中市第八選舉區       | 11   | 江啟臣       | 2,473            | 21,839           | 208,849            | 52,213       |          |                  |                                              |                                            |        |
| 2025年8月23日  | 立法委員             | 南投縣第一選舉區       | 11   | 馬文君       | 2,118            | 20,193           | 184,153            | 46,039       |          |                  |                                              |                                            |        |
| 2025年8月23日  | 立法委員             | 南投縣第二選舉區       | 11   | 游顥         | 2,282            | 21,735           | 195,068            | 48,767       |          |                  |                                              |                                            |        |
| 2025年7月26日  | 縣市長               | 新竹市                 | 11   | 高虹安       | 6,943            | 40,801           | 360,311            | 90,078       | 86,291   | 124,360          | 否                                           | 同意票數未達門檻 且不同意票數大於同意票數  | 58.84% |
| 2025年7月26日  | 立法委員             | 基隆市選舉區           | 11   | 林沛祥       | 3,097            | 31,935           | 303,980            | 75,995       | 65,143   | 96,294           | 同意票數未達門檻 且不同意票數大於同意票數    | 53.38%                                     |        |
| 2025年7月26日  | 立法委員             | 台北市第三選舉區       | 11   | 王鴻薇       | 3,406            | 41,224           | 274,312            | 68,578       | 76,463   | 86,311           | 同意票數突破門檻 且不同意票數大於同意票數    | 59.59%                                     |        |
| 2025年7月26日  | 立法委員             | 台北市第四選舉區       | 11   | 李彥秀       | 3,666            | 39,900           | 311,887            | 77,972       | 78,560   | 105,169          | 同意票數突破門檻 但不同意票數大於同意票數    | 59.14%                                     |        |
| 2025年7月26日  | 立法委員             | 台北市第六選舉區       | 11   | 羅智強       | 3,415            | 31,649           | 228,981            | 57,246       | 56,726   | 74,808           | 同意票數未達門檻 且不同意票數大於同意票數    | 57.69%                                     |        |
| 2025年7月26日  | 立法委員             | 台北市第七選舉區       | 11   | 徐巧芯       | 2,709            | 37,320           | 231,139            | 57,785       | 62,633   | 75,401           | 同意票數突破門檻 但不同意票數大於同意票數    | 59.98%                                     |        |
| 2025年7月26日  | 立法委員             | 台北市第八選舉區       | 11   | 賴士葆       | 2,796            | 30,123           | 244,753            | 61,189       | 55,958   | 86,907           | 同意票數未達門檻 且不同意票數大於同意票數    | 58.63%                                     |        |
| 2025年7月26日  | 立法委員             | 新北市第一選舉區       | 11   | 洪孟楷       | 4,578            | 48,031           | 405,060            | 101,265      | 94,808   | 121,592          | 同意票數未達門檻 且不同意票數大於同意票數    | 53.71%                                     |        |
| 2025年7月26日  | 立法委員             | 新北市第七選舉區       | 11   | 葉元之       | 2,656            | 28,673           | 231,042            | 57,761       | 63,357   | 66,917           | 同意票數突破門檻 但不同意票數大於同意票數    | 56.68%                                     |        |
| 2025年7月26日  | 立法委員             | 新北市第八選舉區       | 11   | 張智倫       | 3,063            | 31,152           | 288,291            | 72,073       | 67,131   | 95,319           | 同意票數未達門檻 且不同意票數大於同意票數    | 56.71%                                     |        |
| 2025年7月26日  | 立法委員             | 新北市第九選舉區       | 11   | 林德福       | 2,504            | 25,575           | 237,380            | 59,345       | 51,288   | 84,058           | 同意票數未達門檻 且不同意票數大於同意票數    | 57.32%                                     |        |
| 2025年7月26日  | 立法委員             | 新北市第十二選舉區     | 11   | 廖先翔       | 3,046            | 32,270           | 266,243            | 66,561       | 60,632   | 79,110           | 同意票數未達門檻 且不同意票數大於同意票數    | 52.75%                                     |        |
| 2025年7月26日  | 立法委員             | 桃園市第一選舉區       | 11   | 牛煦庭       | 4,384            | 42,570           | 354,065            | 88,517       | 86,734   | 106,637          | 同意票數未達門檻 且不同意票數大於同意票數    | 54.89%                                     |        |
| 2025年7月26日  | 立法委員             | 桃園市第二選舉區       | 11   | 權吉         | 3,965            | 35,736           | 316,423            | 79,106       | 70,310   | 101,419          | 同意票數未達門檻 且不同意票數大於同意票數    | 54.57%                                     |        |
| 2025年7月26日  | 立法委員             | 桃園市第三選舉區       | 11   | 魯明哲       | 3,787            | 30,927           | 309,001            | 77,251       | 66,301   | 105,323          | 同意票數未達門檻 且不同意票數大於同意票數    | 55.79%                                     |        |
| 2025年7月26日  | 立法委員             | 桃園市第四選舉區       | 11   | 萬美玲       | 3,884            | 36,061           | 306,688            | 76,672       | 72,626   | 97,544           | 同意票數未達門檻 且不同意票數大於同意票數    | 55.76%                                     |        |
| 2025年7月26日  | 立法委員             | 桃園市第五選舉區       | 11   | 呂玉玲       | 3,822            | 29,494           | 282,711            | 70,678       | 59,756   | 98,042           | 同意票數未達門檻 且不同意票數大於同意票數    | 56.11%                                     |        |
| 2025年7月26日  | 立法委員             | 桃園市第六選舉區       | 11   | 邱若華       | 3,890            | 28,959           | 285,041            | 71,261       | 61,635   | 92,049           | 同意票數未達門檻 且不同意票數大於同意票數    | 54.24%                                     |        |
| 2025年7月26日  | 立法委員             | 新竹市選舉區           | 11   | 鄭正鈐       | 6,870            | 42,535           | 357,063            | 89,266       | 89,970   | 119,305          | 同意票數突破門檻 但不同意票數大於同意票數    | 59.00%                                     |        |
| 2025年7月26日  | 立法委員             | 臺中市第四選舉區       | 11   | 廖偉翔       | 3,818            | 40,529           | 337,718            | 84,430       | 83,812   | 106,534          | 同意票數未達門檻 且不同意票數大於同意票數    | 56.66%                                     |        |
| 2025年7月26日  | 立法委員             | 臺中市第五選舉區       | 11   | 黃健豪       | 3,816            | 47,736           | 374,348            | 93,587       | 88,914   | 119,540          | 同意票數未達門檻 且不同意票數大於同意票數    | 55.95%                                     |        |
| 2025年7月26日  | 立法委員             | 臺中市第六選舉區       | 11   | 羅廷瑋       | 3,495            | 40,782           | 277,436            | 69,359       | 74,012   | 86,422           | 同意票數突破門檻 但不同意票數大於同意票數    | 58.14%                                     |        |
| 2025年7月26日  | 立法委員             | 雲林縣第一選舉區       | 11   | 丁學忠       | 3,116            | 32,180           | 271,663            | 67,916       | 57,331   | 77,164           | 同意票數未達門檻 且不同意票數大於同意票數    | 49.87%                                     |        |
| 2025年7月26日  | 立法委員             | 花蓮縣選舉區           | 11   | 傅崐萁       | 2,345            | 28,139           | 191,367            | 47,842       | 48,969   | 65,300           | 同意票數突破門檻 但不同意票數大於同意票數    | 60.10%                                     |        |
| 2025年7月26日  | 立法委員             | 臺東縣選舉區           | 11   | 黃建賓       | 1,438            | 14,057           | 113,385            | 28,347       | 21,105   | 34,907           | 同意票數未達門檻 且不同意票數大於同意票數    | 49.62%                                     |        |
| 2025年7月13日  | 縣市議員             | 南投縣第四選舉區       | 20   | 陳玉鈴       | 828              | 7,135            | 57,207             | 14,302       | 12,160   | 5,867            | 同意票數未達門檻                             | 31.76%                                     |        |
| 2025年6月28日  | 村里長               | 新北市板橋區新海       | 4    | 宋靜庭       | 34               | 378              | 2,787              | 697          | 495      | 342              | 同意票數未達門檻                             | 30.10%                                     |        |
| 2025年5月24日  | 鄉鎮市民代表         | 嘉義縣太保市第一選舉區 | 22   | 吳宏哲       | 145              | 1,722            | 13,460             | 3,365        | 1,903    | 2,370            | 同意票數未達門檻，不同意票數大於同意票數     | 32.61%                                     |        |
| 2025年5月24日  | 鄉鎮市民代表         | 嘉義縣太保市第一選舉區 | 22   | 林淑勉       | 145              | 2,063            | 13,460             | 3,365        | 2,505    | 1,822            | 同意票數未達門檻                             | 32.64%                                     |        |
| 2025年4月19日  | 鄉鎮市民代表         | 屏東縣南州鄉第一選舉區 | 22   | 葉俊緯       | 46               | 751              | 4,277              | 1,070        | 1,044    | 529              | 同意票數未達門檻                             | 37.55%                                     |        |
| 2025年4月19日  | 鄉鎮市民代表         | 屏東縣南州鄉第一選舉區 | 22   | 湯智雄       | 44               | 500              | 4,277              | 1,070        | 624      | 907              | 同意票數未達門檻，不同意票數大於同意票數     | 37.20%                                     |        |
| 2025年2月22日  | 村里長               | 新北市瑞芳區碩仁       | 4    | 林富萬       | 2                | 24               | 136                | 34           | 40       | 63               | 不同意票數大於同意票數                       | 76.47%                                     |        |
| 2024年12月21日 | 村里長               | 臺南市東山區東河       | 4    | 吳火生       | 8                | 146              | 756                | 189          | 286      | 124              | 是                                           | 不適用                                     | 55.16% |
| 2024年10月13日 | 縣市長               | 基隆市                 | 19   | 謝國樑       | 3,116            | 36,909           | 310,797            | 77,700       | 69,934   | 86,014           | 否                                           | 同意票數未達門檻，且不同意票數大於同意票數 | 50.44% |
| 2024年9月9日   | 縣市議長             | 金門縣                 | 8    | 洪允典       | 9                | 9                | 19                 | 未知         | 不適用   | 未達法定出席門檻 | 不適用                                       |                                            |        |
| 2024年8月3日   | 鄉鎮市區長           | 臺東縣成功鎮           | 19   | 謝淑貞       | 127              | 1,416            | 11,391             | 2,848        | 736      | 46               | 同意票數未達門檻                             | 6.96%                                      |        |
| 2024年7月20日  | 村里長               | 桃園市龜山區文青里     | 3    | 謝嘉仁       | 97               | 1,097            | 9,296              | 2,324        | 1,684    | 629              | 同意票數未達門檻                             | 24.95%                                     |        |
| 2024年7月20日  | 村里長               | 臺北市信義區景勤里     | 14   | 王雷凱       | 47               | 318              | 3,166              | 792          | 451      | 132              | 同意票數未達門檻                             | 18.57%                                     |        |
| 2024年7月13日  | 村里長               | 臺中市大里區永隆里     | 4    | 黃秀玲       | 96               | 1,024            | 9,725              | 2,432        | 1,555    | 798              | 同意票數未達門檻                             | 24.37%                                     |        |
| 2024年6月8日   | 村里長               | 桃園市桃園區長美里     | 3    | 林秀貞       | 16               | 143              | 973                | 244          | 229      | 161              | 同意票數未達門檻                             | 40.90%                                     |        |
| 2024年3月30日  | 村里長               | 桃園市中壢區石頭里     | 3    | 王子林       | 21               | 618              | 1,564              | 391          | 535      | 49               | 是                                           | 不適用                                     | 38.04% |
| 2022年1月9日   | 立法委員             | 臺北市第五選舉區       | 10   | 林昶佐       | 2,643            | 27,362           | 235,024            | 58,756       | 54,813   | 43,340           | 否                                           | 同意票數未達門檻                           | 41.93% |
| 2021年10月23日 | 立法委員             | 臺中市第二選舉區       | 10   | 陳柏惟       | 3,744            | 36,073           | 294,976            | 73,744       | 77,899   | 73,433           | 是                                           | 不適用                                     | 51.72% |
| 2021年2月6日   | 直轄市議員           | 高雄市第九選舉區       | 3    | 黃捷         | 3,401            | 30,498           | 291,566            | 72,892       | 55,261   | 65,391           | 否                                           | 同意票數未達門檻，且不同意票數大於同意票數 | 41.54% |
| 2021年1月16日  | 村里長               | 新北市新店區明城       | 3    | 楊基生       | 32               | 303              | 3,055              | 764          | 312      | 244              | 同意票數未達門檻                             | 18.20%                                     |        |
| 2021年1月16日  | 直轄市議員           | 桃園市第七選舉區       | 2    | 王浩宇       | 3,439            | 33,362           | 327,758            | 81,940       | 84,582   | 7,128            | 是                                           | 不適用                                     | 28.14% |
| 2020年12月19日 | 村里長               | 南投縣信義鄉東埔村     | 21   | 伍金豎       | 10               | 99               | 968                | 242          | 166      | 369              | 否                                           | 同意票數未達門檻，且不同意票數大於同意票數 | 56.10% |
| 2020年12月12日 | 鄉鎮市民代表         | 花蓮縣秀林鄉第一選舉區 | 21   | 連一龍       | 83               | 718              | 6,209              | 1,553        | 320      | 50               | 同意票數未達門檻                             | 6.06%                                      |        |
| 2020年12月12日 | 村里長               | 花蓮縣秀林鄉景美村     | 21   | 金治雄       | 30               | 183              | 1,674              | 419          | 55       | 7                | 同意票數未達門檻                             | 3.76%                                      |        |
| 2020年12月12日 | 村里長               | 臺北市士林區福安里     | 13   | 謝文加       | 42               | 465              | 4,284              | 1,071        | 515      | 1,666            | 同意票數未達門檻，且不同意票數大於同意票數   | 51.14%                                     |        |
| 2020年11月28日 | 村里長               | 嘉義縣六腳鄉工廠村     | 21   | 黃江正       | 3                | 24               | 200                | 50           | 40       | 99               | 同意票數未達門檻，且不同意票數大於同意票數   | 71.50%                                     |        |
| 2020年11月28日 | 鄉鎮市長             | 花蓮縣富里鄉           | 18   | 陳榮聰       | 89               | 942              | 8,607              | 2,152        | 974      | 82               | 同意票數未達門檻                             | 12.65%                                     |        |
| 2020年11月21日 | 村里長               | 臺南市新營區太北里     | 3    | 王彰         | 22               | 228              | 1,664              | 416          | 380      | 541              | 同意票數未達門檻，且不同意票數大於同意票數   | 55.95%                                     |        |
| 2020年7月4日   | 村里長               | 宜蘭縣員山鄉中華村     | 21   | 許正東       | 8                | 165              | 586                | 147          | 257      | 137              | 是                                           | 不適用                                     | 67.75% |
| 2020年6月6日   | 直轄市長             | 高雄市                 | 3    | 韓國瑜       | 28,560           | 377,662          | 2,299,981          | 574,996      | 939,090  | 25,051           | 42.14%                                       |                                            |        |
| 2017年12月16日 | 立法委員             | 新北市第十二選舉區     | 9    | 黃國昌       | 2,637            | 25,120           | 255,551            | 63,888       | 48,693   | 21,748           | 否                                           | 同意票數未達門檻                           | 27.75% |
| 2017年8月26日  | 村里長               | 屏東縣南州鄉壽元村     | 20   | 陳明倫       | 15               | 108              | 1,033              | 259          | 277      | 24               | 是                                           | 不適用                                     | 30.01% |
| 2017年2月4日   | 村里長               | 屏東縣東港鎮大鵬里     | 20   | 王鵬生       | 4                | 24               | 90                 | 45           | 33       | 2                | 否                                           | 投票率未達50%（舊制）                      | 38.89% |
| 2016年8月27日  | 鄉鎮市長             | 宜蘭縣南澳鄉           | 17   | 薛秋花       | 110              | 981              | 4,249              | 2125         | 591      | 26               | 投票率未達50%                                | 14.66%                                     |        |
| 2015年2月14日  | 立法委員             | 臺北市第四選舉區       | 8    | 蔡正元       | 6,665            | 49,949           | 317,434            | 158,717      | 76,737   | 2,196            | 投票率未達50%                                | 24.98%                                     |        |
| 2003年9月20日  | 鄉鎮市長             | 雲林縣林內鄉           | 14   | 陳河山       | 未知             | 2,805            | 15,174             | 7,587        | 5,266    | 338              | 投票率未達50%                                | 36.93%                                     |        |
| 2000年7月22日  | 村里長               | 臺中縣大甲鎮中山里     | 16   | 鄭宗文       | 66               | 656              | 3,066              | 未知         | 200      | 9                | 投票率未達50%                                | 6.95%                                      |        |
| 2000年7月2日   | 村里長               | 高雄市左營區屏山里     | 16   | 岳玉寶       | 42               | 322              | 1,493              | 未知         | 405      | 39               | 投票率未達50%                                | 30.34%                                     |        |
| 1997年6月29日  | 鄉鎮市民代表         | 屏東縣萬丹鄉           | 15   | 洪進居       | 133              | 1,026            | 6,178              | 未知         | 1,514    | 139              | 投票率未達三分之一                           | 27.47%                                     |        |
| 1997年3月24日  | 鄉鎮市民代表會副主席 | 屏東縣竹田鄉           | 15   | 鍾國唐       | 8                | 8                | 11                 | 7            | 8        | 2                | 是                                           | 不適用                                     | 90.91% |
| 1997年3月3日   | 村里長               | 新竹縣湖口鄉湖口村     | 15   | 范並源       | 60               | 229              | 2,020              | 未知         | 1,069    | 52               | 55.99%                                       |                                            |        |
| 1996年11月9日  | 村里長               | 臺中縣東勢鎮茂興里     | 15   | 吳錦坤       | 43               | 403              | 1,515              | 未知         | 331      | 35               | 否                                           | 投票率未達50%                              | 25.28% |
| 1996年10月12日 | 村里長               | 南投縣竹山鎮中和里     | 15   | 蘇達雄       | 24               | 477              | 938                | 未知         | 383      | 30               | 投票率未達50%                                | 44.99%                                     |        |
| 1996年6月16日  | 村里長               | 苗栗縣頭份鎮新華里     | 15   | 邱龍森       | 72               | 462              | 3,323              | 未知         | 555      | 118              | 投票率未達50%                                | 20.76%                                     |        |
| 1995年1月22日  | 立法委員             | 臺北市第二選舉區       | 2    | 魏鏞         | 3,820            | 20,435           | 914,623            | 457,312      | 68,239   | 10,009           | 投票率未達50%                                | 8.63%                                      |        |
| 1994年11月27日 | 立法委員             | 臺北縣選舉區           | 2    | 詹裕仁       | 3,816            | 44,170           | 2,074,387          | 1,037,194    | 377,642  | 55,254           | 投票率未達50%                                | 21.36%                                     |        |
| 1994年11月27日 | 立法委員             | 臺北縣選舉區           | 2    | 林志嘉       | 3,744            | 44,568           | 2,074,387          | 1,037,194    | 367,496  | 65,301           | 投票率未達50%                                | 21.36%                                     |        |
| 1994年11月27日 | 立法委員             | 臺北縣選舉區           | 2    | 洪秀柱       | 3,811            | 44,176           | 2,074,387          | 1,037,194    | 367,363  | 65,545           | 投票率未達50%                                | 21.36%                                     |        |
| 1994年11月27日 | 立法委員             | 臺北縣選舉區           | 2    | 韓國瑜       | 3,835            | 44,266           | 2,074,387          | 1,037,194    | 377,822  | 55,541           | 投票率未達50%                                | 21.36%                                     |        |
| 1993年6月22日  | 鄉鎮市民代表會副主席 | 臺北縣汐止鎮           | 14   | 黃錦文       | 8                | 8                | 未知               | 10           | 10       | 5                | 是                                           | 不適用                                     | 未知   |
| 1993年2月27日  | 村里長               | 新竹縣新豐鄉瑞興村     | 14   | 沈德河       | 22               | 295              | 1,015              | 未知         | 428      | 21               | 否                                           | 投票率未達50%                              | 45.32% |
| 1989年12月15日 | 鄉鎮市民代表會副主席 | 臺北縣淡水鎮           | 13   | 李永讚       | 5                | 5                | 14                 | 未知         | 7        | 4                | 未知                                         | 78.57%                                     |        |
| 1989年5月27日  | 鄉鎮市民代表         | 新竹縣竹東鎮第三選舉區 | 13   | 彭嬿         | 3                | 未知             | 16,725             | 未知         | 773      | 846              | 投票率未達三分之一，且不同意票數大於同意票數 | 10.12%                                     |        |
| 1989年3月18日  | 鄉鎮市民代表         | 苗栗縣苗栗市第三選舉區 | 3    | 謝國炬       | 158              | 716              | 16,082             | 未知         | 2,560    | 347              | 投票率未達三分之一                           | 18.38%                                     |        |
| 1988年4月26日  | 鄉鎮市民代表會副主席 | 臺北縣三峽鎮           | 13   | 陳慶隆       | 7                | 7                | 12                 | 未知         | 1        | 4                | 未知                                         | 41.67%                                     |        |
| 1987年12月5日  | 鄉鎮市民代表         | 臺北縣貢寮鄉第一選舉區 | 13   | 江東木       | 63               | 280              | 2,321              | 未知         | 707      | 41               | 是                                           | 不適用                                     | 34.52% |
| 1979年7月28日  | 鄉鎮市民代表         | 高雄縣內門鄉第三選舉區 | 11   | 游陳秋香     | 129              | 未知             | 3,697              | 1,233        | 1,834    | 86               | 53.83%                                       |                                            |        |
| 1970年7月25日  | 鄉鎮市民代表會主席   | 臺北縣林口鄉           | 9    | 王榮宗       | 6                | 6                | 11                 | 未知         | 6        | 1                | 72.73%                                       |                                            |        |
| 1969年11月15日 | 鄉鎮市民代表         | 苗栗縣通霄鎮第九選舉區 | 9    | 洪水木       | 55               | 205              | 2,048              | 683          | 757      | 50               | 44.34%                                       |                                            |        |
| 1967年10月19日 | 鄉鎮市民代表會主席   | 雲林縣斗南鎮           | 8    | 葉懷蓁       | 1                | 1                | 19                 | 未知         | 0        | 8                | 否                                           | 未知                                       | 42.11% |
| 1967年8月2日   | 鄉鎮市民代表會主席   | 雲林縣元長鄉           | 8    | 楊界元       | 未知             | 未知             | 18                 | 未知         | 1        | 7                | 61.11%                                       | 未知                                       |        |
| 1967年5月4日   | 鄉鎮市民代表會主席   | 臺南縣白河鎮           | 8    | 張米山       | 10               | 10               | 19                 | 13           | 10       | 3                | 68.42%                                       | 未知                                       |        |
| 1967年3月22日  | 鄉鎮市民代表會副主席 | 新竹縣新竹市           | 6    | 彭溫金       | 14               | 14               | 38                 | 未知         | 12       | 18               | 89.47%                                       | 未知                                       |        |
| 1966年2月22日  | 鄉鎮市民代表會副主席 | 新竹縣新竹市           | 6    | 彭溫金       | 17               | 17               | 39                 | 26           | 22       | 8                | 94.87%                                       | 未知                                       |        |
| 1963年5月18日  | 鄉鎮市民代表會主席   | 新竹縣新竹市           | 5    | 劉春木       | 15               | 15               | 42                 | 未知         | 13       | 12               | 100%                                         | 未知                                       |        |
| 1963年1月19日  | 鄉鎮市民代表會主席   | 屏東縣內埔鄉           | 7    | 賴鄉春       | 11               | 11               | 15                 | 9            | 10       | 2                | 是                                           | 不適用                                     | 86.67% |
| 1962年8月27日  | 縣市議長             | 高雄縣                 | 5    | 吳尚卿       | 20               | 20               | 54                 | 36           | 23       | 29               | 否                                           | 同意票數未達門檻                           | 98.15% |
| 1961年12月23日 | 縣市副議長           | 臺北市                 | 5    | 周財源       | 未知             | 未知             | 61                 | 41           | 11       | 48               | 同意票數未達門檻                             | 98.36%                                     |        |
| 1956年7月8日   | 鄉鎮市民代表         | 臺北縣三峽鎮           | 5    | 陳炳其       | 50               | 50               | 未知               | 未知         | 未知     | 未知             | 同意票數未達門檻                             | 未知                                       |        |
| 1954年12月12日 | 鄉鎮市民代表         | 宜蘭縣礁溪鄉           | 4    | 張瑞香       | 55               | 55               | 6,687[[Category:]] | 未知         | 213      | 290              | 同意票數未達門檻                             | 77.5%                                      |        |
| 1954年11月14日 | 鄉鎮市長             | 屏東縣車城鄉           | 2    | 張德興       | 未知             | 未知             | 未知               | 未知         | 未知     | 未知             | 投票率未達50%                                | 未知                                       |        |
| 1954年10月17日 | 鄉鎮市長             | 臺中縣烏日鄉           | 2    | 林坤南       | 2,248            | 2,248            | 9,682              | 未知         | 3,021    | 408              | 投票率未達50%                                | 37.31%                                     |        |
| 1954年3月21日  | 鄉鎮市民代表         | 嘉義縣大林鎮           | 4    | 陳朝風       | 121              | 121              | 未知               | 未知         | 未知     | 未知             | 是                                           | 不適用                                     | 未知   |
| 1954年3月7日   | 鄉鎮市民代表         | 新竹縣湖口鄉           | 4    | 邱阿炮       | 未知             | 未知             | 未知               | 未知         | 未知     | 未知             | 否                                           | 投票率未達50%                              | 未知   |
| 1953年9月20日  | 鄉鎮市民代表         | 臺中縣龍井鄉           | 4    | 林成奎       | 90               | 90               | 未知               | 未知         | 未知     | 未知             | 是                                           | 不適用                                     | 未知   |
| 1953年8月30日  | 鄉鎮市民代表         | 苗栗縣苑裡鎮           | 4    | 潘金塗       | 57               | 57               | 511                | 142          | 227      | 46               | 55.38%                                       |                                            |        |
| 1953年8月16日  | 鄉鎮市民代表         | 苗栗縣苗栗鎮           | 4    | 郭兆才       | 273              | 273              | 876                | 249          | 413      | 69               | 56.74%                                       |                                            |        |
| 1952年8月31日  | 鄉鎮市民代表         | 臺南縣白河鎮           | 3    | 李再來       | 150              | 150              | 1,003              | 未知         | 未知     | 未知             | 否                                           | 投票率未達50%                              | 19.64% |
| 1952年6月22日  | 鄉鎮市長             | 臺南縣白河鎮           | 2    | 葉寶通       | 368              | 368              | 13,280             | 未知         | 5,053    | 928              | 投票率未達50%                                | 46.58%                                     |        |

## 罷免歷史

### 總統、副總統罷免
- 2006年6月13日，第六屆立法院中的中國國民黨籍與親民黨籍立法委員對當時第11任總統陳水扁提出罷免案。後在6月27日投票時，因未超過2/3人數（148票）門檻而不成立。
- 2012年5月14日，第八屆立法院中的民主進步黨籍與台灣團結聯盟籍立法委員對當時第12任總統馬英九提出罷免案。後於翌日在程序委員會表決中，未能列入院會議程討論而不成立。

| 被罷 免人 | 任次       | 選區 | 提議日期      | 第一階段 是否成立 | 第二階段 成案與否     | 投票人數 （投票率） 選舉人總數 | 同意票數 不同意票數 | 罷免投票日 投票結果 |
| --------- | ---------- | ---- | ------------- | ----------------- | --------------------- | ------------------------------ | ------------------- | ------------------- |
| 陳水扁    | 第11任總統 | 全國 | 2006年6月13日 | 113人 成立        | 119人 不成立          |                                |                     |                     |
| 馬英九    | 第12任總統 | 全國 | 2012年5月14日 | 43人 成立         | 未排入院會議程 不成立 |                                |                     |                     |

### 國民大會代表罷免
1990年（民國79年），時任國民大會代表孫榮吉於第一屆國民大會第八次會議期間提請修改動員戡亂臨時條款，因此被發動罷免。
| 被罷免人 | 選區         | 提議日期     | 第一階段 是否成立 | 第二階段 成案與否 | 投票人數（投票率） 選舉人總數 | 同意票數 不同意票數 | 罷免投票日 投票結果 |
| -------- | ------------ | ------------ | ----------------- | ----------------- | ----------------------------- | ------------------- | ------------------- |
| 孫榮吉   | 高雄市選舉區 | 1990年4月6日 | 9,313人 成立      | 4,453人 未成立    |                               |                     |                     |

### 立法委員罷免

#### 第二屆
1994年（民國83年），反核團體以反對支持興建第四核能發電廠的立委為訴求，發動對林志嘉、洪秀柱、詹裕仁、韓國瑜、魏鏞的罷免案，並與核四公投合併選舉。7月送交提議人名冊，9月達五萬多份連署書成案:51。中國國民黨乃於連署期間於立院提案修改《公職人員選舉罷免法》，加入「罷免案不能跟其他選舉一起投票」限制，不與12月3日的省市長暨省市議員選舉合併投票，並將門檻「1/3以上投票，同意票多於反對票」上修為「1/2以上投票，同意票超過1/2」。11月27日，林、洪、詹、韓等案遭到否決。魏案也於隔年遭到否決。
| 被罷免人 | 選區             | 提議日期       | 第一階段 是否成立 | 第二階段 成案與否 | 投票人數（投票率） 選舉人總數   | 同意票數 不同意票數          | 罷免投票日 投票結果     |  |
| -------- | ---------------- | -------------- | ----------------- | ----------------- | ------------------------------- | ---------------------------- | ----------------------- |  |
| 詹裕仁   | 臺北縣選舉區     | 1994年7月15日  | 3,816人 成立      | 44,170人 成立     | 442,993人（21.36%） 2,074,387人 | 同意377,642票 不同意55,254票 | 1994年11月27日 罷免否決 |  |
| 林志嘉   | 臺北縣選舉區     | 1994年7月15日  | 3,744人 成立      | 44,586人 成立     | 442,988人（21.36%） 2,074,387人 | 同意367,496票 不同意65,301票 | 1994年11月27日 罷免否決 |  |
| 洪秀柱   | 臺北縣選舉區     | 1994年7月15日  | 3,811人 成立      | 44,176人 成立     | 442,987人（21.36%） 2,074,387人 | 同意367,363票 不同意65,545票 | 1994年11月27日 罷免否決 |  |
| 韓國瑜   | 臺北縣選舉區     | 1994年7月15日  | 3,835人 成立      | 44,266人 成立     | 443,023人（21.36%） 2,074,387人 | 同意377,822票 不同意55,541票 | 1994年11月27日 罷免否決 |  |
| 魏鏞     | 臺北市第二選舉區 | 1994年7月15日  | 3,820人 成立      | 20,435人 成立     | 78,934人（8.63%） 914,623人     | 同意68,239票 不同意10,009票  | 1995年1月22日 罷免否決  |  |
| 趙振鵬   | 臺北市第一選舉區 | 1994年7月15日  | 3,255人 成立      | 19,534人 未成立   |                                 |                              |                         |  |
| 丁守中   | 臺北市第一選舉區 | 1994年10月6日  | 3,193人 成立      | 18,979人 未成立   |                                 |                              |                         |  |
| 洪濬哲   | 臺北市第一選舉區 | 1994年10月24日 | 2,161人 成立      | 未送件            |                                 |                              |                         |  |
| 潘維剛   | 臺北市第二選舉區 | 1994年10月24日 | 3,606人 成立      | 未送件            |                                 |                              |                         |  |

#### 第八屆
- 2013年（民國102年），馮光遠等人為實踐《中華民國憲法》第133條的「罷免權」而成立「憲法133實踐聯盟」[57][58]。8月20日，要求立委針對「核四停建及公投」、「服貿協議」、「土地徵收」、「不依馬意，以民意為依歸」等四項訴求，作為罷免案之參考。
- 2014年（民國103年），太陽花學運發起的「割闌尾計畫」，5月開始對立委蔡正元、林鴻池、吳育昇等3人進行罷免提案連署，其中對林鴻池、吳育昇的第二階段罷免連署未達門檻而未送件，對蔡正元的罷免連署則順利進入第三階段之罷免投票，並在2015年2月14日投票，但因投票率為24.98%不足50%，依法罷免案遭到否決[59][60]。「全面罷免」於該年5月對立委蔡錦隆進行罷免提議連署，並於12月18日送出6322份提議連署書[61]。割闌尾計畫高雄區在6月初先後對立委黃昭順與立委林國正進行罷免提議連署。而桃園也有針對立委廖正井的罷免連署。「割闌尾計畫」於板橋徵求林鴻池的罷免提案連署時，亦有板橋市民自發性提供非罷免目標江惠貞之罷免連署書。

| 被罷免人 | 選區             | 提議日期       | 第一階段 是否成立 | 第二階段 成案與否 | 投票人數（投票率） 選舉人總數 | 同意票數 不同意票數        | 罷免投票日 投票結果    |
| -------- | ---------------- | -------------- | ----------------- | ----------------- | ----------------------------- | -------------------------- | ---------------------- |
| 吳育昇   | 新北市第一選舉區 | 2013年11月4日  | 6,151人 成立      | 未送件            | 未送件                        | 未送件                     | 未送件                 |
| 蔡正元   | 臺北市第四選舉區 | 2014年9月26日  | 6,665人 成立      | 49,949人 成立     | 79,303人（24.98%） 317,434人  | 同意76,737票 不同意2,196票 | 2015年2月14日 罷免否決 |
| 林鴻池   | 新北市第六選舉區 | 2014年10月6日  | 4,487人 成立      | 未送件            | 未送件                        | 未送件                     | 未送件                 |
| 吳育昇   | 新北市第一選舉區 | 2014年10月9日  | 6,040人 成立      | 未送件            | 未送件                        | 未送件                     | 未送件                 |
| 蔡錦隆   | 臺中市第四選舉區 | 2014年12月18日 | 5,727人 成立      | 未送件            | 未送件                        | 未送件                     | 未送件                 |
| 黃昭順   | 高雄市第三選舉區 | 未送件         | 未送件            | 未送件            | 未送件                        | 未送件                     | 未送件                 |
| 林國正   | 高雄市第九選舉區 | 未送件         | 未送件            | 未送件            | 未送件                        | 未送件                     | 未送件                 |
| 江惠貞   | 新北市第七選舉區 | 未送件         | 未送件            | 未送件            | 未送件                        | 未送件                     | 未送件                 |

#### 第九屆
2016年12月24日，安定力量主席孫繼正在新北市汐止區發動罷免黃國昌的行動，他表示，黃國昌操作社會議題、製造對立，甚至縱容支持者將陳情民眾的個資放到網路上，「這樣對待選民的立委很可恥，唾棄他！」。2016年12月25日，安定力量宣布，連署人數已超過提案門檻，將依選罷法規定，2017年2月1日將提案連署書送選委會審議，進入罷免連署階段。然而實際上，為先衝高連署人數，安定力量遲至2017年5月19日，才將提案連署書送交中選會。2017年6月20日，中選會確認提議人數為2984人，符合規定的有2637人，不合規定347人，已達法定提議人人數。
2017年，據報導亦有反婚姻平權、反年金改革團體對台南市第五選區立委王定宇及花蓮縣立委蕭美琴發動罷免連署，但後無下文。
| 被罷免人 | 選區               | 提議日期      | 第一階段 是否成立 | 第二階段 成案與否 | 投票人數（投票率） 選舉人總數 | 同意票數 不同意票數         | 罷免投票日 投票結果     |
| -------- | ------------------ | ------------- | ----------------- | ----------------- | ----------------------------- | --------------------------- | ----------------------- |
| 黃國昌   | 新北市第十二選舉區 | 2017年6月20日 | 2,637人 成立      | 25,120人 成立     | 70,924人（27.75%） 255,551人  | 同意48,693票 不同意21,748票 | 2017年12月16日 罷免否決 |

#### 第十屆
2021年，「刪Q總部」領銜人楊文元發起立委陳柏惟罷免案。10月23日，陳柏惟罷免案通過，因此成為史上第一位被罷免成功的立委。
| 被罷免人 | 選區             | 提議日期      | 第一階段 是否成立 | 第二階段 成案與否 | 投票人數（投票率） 選舉人總數 | 同意票數 不同意票數         | 罷免投票日 投票結果     |
| -------- | ---------------- | ------------- | ----------------- | ----------------- | ----------------------------- | --------------------------- | ----------------------- |
| 陳柏惟   | 台中市第二選舉區 | 2021年2月8日  | 3,744人 成立      | 36,073人 成立     | 152,567人（51.72%） 294,976人 | 同意77,899票 不同意73,433票 | 2021年10月23日 罷免通過 |
| 林昶佐   | 台北市第五選舉區 | 2021年7月29日 | 2,643人 成立      | 27,362人 成立     | 98,549人(41.93%） 235,024人   | 同意54,813票 不同意43,430票 | 2022年1月9日 罷免否決   |

#### 第十一屆
2024年，因立院擴權修法爭議、選罷法、憲訴法及財劃法的修正案爭議引發青鳥行動，外加上114年度總預算案刪減與凍結等爭議，民眾對國民黨及親藍的無黨籍立委發起罷免。民進黨立法院黨團總召柯建銘亦稱要罢免立法院正副院長韓國瑜及江啟臣，以及41席國民黨區域立委。之後國民黨也表示將全力回擊，全面罷免民進黨的立委，大罷免潮就此形成。
| 被罷免人 | 選區               | 提議日期      | 第一階段 是否成立 | 第二階段 成案與否                 | 投票人數（投票率） 選舉人總數 | 同意票數 不同意票數          | 罷免投票日 投票結果        |
| -------- | ------------------ | ------------- | ----------------- | --------------------------------- | ----------------------------- | ---------------------------- | -------------------------- |
| 林沛祥   | 基隆市選舉區       | 2025年2月18日 | 3,097人 成立      | 31,935人 成立                     | 162,263人（53.38%） 303,980人 | 同意65,143票 不同意96,294票  | 2025年7月26日 罷免否決     |
| 吳思瑤   | 台北市第一選舉區   | 2025年2月8日  | 4,108人 成立      | 更換領銜人不通過 選委會送件不受理 |                               |                              |                            |
| 王世堅   | 台北市第二選舉區   | 停止罷免活動  | 停止罷免活動      | 停止罷免活動                      | 停止罷免活動                  | 停止罷免活動                 | 停止罷免活動               |
| 王鴻薇   | 台北市第三選舉區   | 2025年2月3日  | 3,406人 成立      | 41,224人 成立                     | 163,452人（59.59%） 274,312人 | 同意76,463票 不同意86,311票  | 2025年7月26日 罷免否決     |
| 李彥秀   | 台北市第四選舉區   | 2025年2月3日  | 3,666人 成立      | 39,900人 成立                     | 184,454人（59.14%） 311,887人 | 同意78,560票 不同意105,169票 | 2025年7月26日 罷免否決     |
| 吳沛憶   | 台北市第五選舉區   | 2025年2月6日  | 3,804人 成立      | 19,831人 未成立                   |                               |                              |                            |
| 羅智強   | 台北市第六選舉區   | 2025年2月11日 | 3,415人 成立      | 31,649人 成立                     | 132,103人（57.69%） 228,981人 | 同意56,726票 不同意74,808票  | 2025年7月26日 罷免否決     |
| 徐巧芯   | 台北市第七選舉區   | 2025年2月10日 | 2,709人 成立      | 37,320人 成立                     | 138,630人（59.98%） 231,139人 | 同意62,633票 不同意75,401票  | 2025年7月26日 罷免否決     |
| 賴士葆   | 台北市第八選舉區   | 2025年2月10日 | 2,796人 成立      | 30,123人 成立                     | 143,489人（58.63%） 244,753人 | 同意55,958票 不同意86,907票  | 2025年7月26日 罷免否決     |
| 洪孟楷   | 新北市第一選舉區   | 2025年2月10日 | 4,578人 成立      | 48,031人 成立                     | 217,546人（53.71%） 405,060人 | 同意94,808票 不同意121,592票 | 2025年7月26日 罷免否決     |
| 李坤城   | 新北市第三選舉區   | 2025年2月7日  | 2,662人 成立      | 未送件                            | 未送件                        | 未送件                       | 未送件                     |
| 蘇巧慧   | 新北市第五選舉區   | 2025年2月6日  | 2,752人 成立      | 未送件                            | 未送件                        | 未送件                       | 未送件                     |
| 張宏陸   | 新北市第六選舉區   | 2025年2月6日  | 2,826人 成立      | 未送件                            | 未送件                        | 未送件                       | 未送件                     |
| 葉元之   | 新北市第七選舉區   | 2025年2月3日  | 2,656人 成立      | 28,673人 成立                     | 130,961人（56.68%） 231,042人 | 同意63,357票 不同意66,917票  | 2025年7月26日 罷免否決     |
| 張智倫   | 新北市第八選舉區   | 2025年2月10日 | 3,063人 成立      | 31,152人 成立                     | 163,480人（56.71%） 288,291人 | 同意67,131票 不同意95,319票  | 2025年7月26日 罷免否決     |
| 林德福   | 新北市第九選舉區   | 2025年2月10日 | 2,504人 成立      | 25,575人 成立                     | 136,061人（57.32%） 237,380人 | 同意51,484票 不同意83,862票  | 2025年7月26日 罷免否決     |
| 吳琪銘   | 新北市第十選舉區   | 2025年2月17日 | 3,184人 成立      | 未送件                            | 未送件                        | 未送件                       | 未送件                     |
| 羅明才   | 新北市第十一選舉區 | 2025年2月10日 | 3,350人 成立      | 30,878人 成立                     | 人（%） 人                    | 同意 票 不同意 票            | 2025年8月23日 罷免案投票日 |
| 廖先翔   | 新北市第十二選舉區 | 2025年2月10日 | 3,046人 成立      | 32,270人 成立                     | 140,456人（52.75%） 266,243人 | 同意60,944票 不同意78,798票  | 2025年7月26日 罷免否決     |
| 牛煦庭   | 桃園市第一選舉區   | 2025年2月3日  | 4,384人 成立      | 42,570人 成立                     | 194,359人（54.89%） 354,065人 | 同意86,734票 不同意106,637票 | 2025年7月26日 罷免否決     |
| 權吉     | 桃園市第二選舉區   | 2025年2月3日  | 3,965人 成立      | 35,736人 成立                     | 172,665人（54.57%） 316,423人 | 同意70,310票 不同意101,419票 | 2025年7月26日 罷免否決     |
| 魯明哲   | 桃園市第三選舉區   | 2025年2月3日  | 3,787人 成立      | 30,927人 成立                     | 172,395人（55.79%） 309,001人 | 同意66,301票 不同意105,323票 | 2025年7月26日 罷免否決     |
| 萬美玲   | 桃園市第四選舉區   | 2025年2月3日  | 3,884人 成立      | 36,061人 成立                     | 170,995人（55.76%） 306,688人 | 同意72,626票 不同意97,544票  | 2025年7月26日 罷免否決     |
| 呂玉玲   | 桃園市第五選舉區   | 2025年2月3日  | 3,822人 成立      | 29,494人 成立                     | 158,627人（56.11%） 282,711人 | 同意59,828票 不同意97,970票  | 2025年7月26日 罷免否決     |
| 邱若華   | 桃園市第六選舉區   | 2025年2月3日  | 3,890人 成立      | 28,959人 成立                     | 154,607人（54.24%） 285,041人 | 同意61,635票 不同意92,049票  | 2025年7月26日 罷免否決     |
| 鄭正鈐   | 新竹市選舉區       | 2025年2月3日  | 6,870人 成立      | 42,535人 成立                     | 210,685人（59.00%） 357,063人 | 同意89,970票 不同意119,305票 | 2025年7月26日 罷免否決     |
| 徐欣瑩   | 新竹縣第一選舉區   | 2025年2月10日 | 3,035人 成立      | 19,521人 未成立                   |                               |                              |                            |
| 林思銘   | 新竹縣第二選舉區   | 2025年2月10日 | 4,358人 成立      | 24,112人 成立                     | 人（%） 人                    | 同意 票 不同意 票            | 2025年8月23日 罷免案投票日 |
| 陳超明   | 苗栗縣第一選舉區   | 2025年2月13日 | 2,374人 成立      | 未送件                            | 未送件                        | 未送件                       | 未送件                     |
| 邱鎮軍   | 苗栗縣第二選舉區   | 2025年2月13日 | 2,645人 成立      | 未送件                            | 未送件                        | 未送件                       | 未送件                     |
| 蔡其昌   | 台中市第一選舉區   | 2025年2月6日  | 2,360人 成立      | 未送件                            | 未送件                        | 未送件                       | 未送件                     |
| 顏寬恆   | 臺中市第二選舉區   | 2025年2月3日  | 3,380人 成立      | 31,398人 成立                     | 人（%） 人                    | 同意 票 不同意 票            | 2025年8月23日 罷免案投票日 |
| 楊瓊瓔   | 臺中市第三選舉區   | 2025年2月10日 | 3,201人 成立      | 26,657人 成立                     | 人（%） 人                    | 同意 票 不同意 票            | 2025年8月23日 罷免案投票日 |
| 廖偉翔   | 臺中市第四選舉區   | 2025年2月3日  | 3,818人 成立      | 40,529人 成立                     | 191,337人（56.66%） 337,718人 | 同意83,812票 不同意106,534票 | 2025年7月26日 罷免否決     |
| 黃健豪   | 臺中市第五選舉區   | 2025年2月3日  | 3,816人 成立      | 47,736人 成立                     | 209,430人（55.95%） 374,348人 | 同意88,914票 不同意119,540票 | 2025年7月26日 罷免否決     |
| 羅廷瑋   | 臺中市第六選舉區   | 2025年2月3日  | 3,495人 成立      | 40,782人 成立                     | 161,305人（58.14%） 277,436人 | 同意74,012票 不同意86,422票  | 2025年7月26日 罷免否決     |
| 何欣純   | 台中市第七選舉區   | 2025年2月6日  | 3,513人 成立      | 未送件                            | 未送件                        | 未送件                       | 未送件                     |
| 江啟臣   | 臺中市第八選舉區   | 2025年2月10日 | 2,473人 成立      | 21,839人 成立                     | 人（%） 人                    | 同意 票 不同意 票            | 2025年8月23日 罷免案投票日 |
| 謝衣鳯   | 彰化縣第三選舉區   | 2025年2月12日 | 3,206人 成立      | 未送件                            | 未送件                        | 未送件                       | 未送件                     |
| 馬文君   | 南投縣第一選舉區   | 2025年2月3日  | 2,118人 成立      | 20,193人 成立                     | 人（%） 人                    | 同意 票 不同意 票            | 2025年8月23日 罷免案投票日 |
| 游顥     | 南投縣第二選舉區   | 2025年2月3日  | 2,282人 成立      | 21,735人 成立                     | 人（%） 人                    | 同意 票 不同意 票            | 2025年8月23日 罷免案投票日 |
| 丁學忠   | 雲林縣第一選舉區   | 2025年2月3日  | 3,116人 成立      | 32,180人 成立                     | 135,470人（49.87%） 271,663人 | 同意57,331票 不同意77,164票  | 2025年7月26日 罷免否決     |
| 王美惠   | 嘉義市選舉區       | 2025年2月13日 | 不成立            | 不成立                            | 不成立                        | 不成立                       | 不成立                     |
| 陳冠廷   | 嘉義縣第二選舉區   | 2025年2月6日  | 不成立            | 不成立                            | 不成立                        | 不成立                       | 不成立                     |
| 林俊憲   | 台南市第五選舉區   | 2025年2月7日  | 2,974人 成立      | 未送件                            | 未送件                        | 未送件                       | 未送件                     |
| 王定宇   | 台南市第六選舉區   | 2025年2月7日  | 3,004人 成立      | 未送件                            | 未送件                        | 未送件                       | 未送件                     |
| 黃捷     | 高雄市第六選舉區   | 2025年2月13日 | 3,940人 成立      | 未送件                            | 未送件                        | 未送件                       | 未送件                     |
| 許智傑   | 高雄市第七選舉區   | 2025年2月13日 | 3,471人 成立      | 未送件                            | 未送件                        | 未送件                       | 未送件                     |
| 陳俊宇   | 宜蘭縣選舉區       | 2025年2月19日 | 4,046人 成立      | 未送件                            | 未送件                        | 未送件                       | 未送件                     |
| 傅崐萁   | 花蓮縣選舉區       | 2025年2月3日  | 2,345人 成立      | 28,139人 成立                     | 115,006人（60.10%） 191,367人 | 同意48,969票 不同意65,300票  | 2025年7月26日 罷免否決     |
| 黃建賓   | 臺東縣選舉區       | 2025年2月3日  | 1,438人 成立      | 14,057人 成立                     | 56,258人（49.62%） 113,385人  | 同意21,123票 不同意34,889票  | 2025年7月26日 罷免否決     |
| 陳玉珍   | 金門縣選舉區       | 停止罷免活動  | 停止罷免活動      | 停止罷免活動                      | 停止罷免活動                  | 停止罷免活動                 | 停止罷免活動               |
| 陳玉珍   | 金門縣選舉區       | 連署中        |                   |                                   |                               |                              |                            |
| 陳雪生   | 連江縣選舉區       |               | 連署中            |                                   |                               |                              |                            |
| 陳瑩     | 平地原住民選舉區   | 2025年2月6日  | 2,587人 成立      | 未送件                            | 未送件                        | 未送件                       | 未送件                     |
| 伍麗華   | 山地原住民選舉區   | 2025年2月6日  | 2,742人 成立      | 未送件                            | 未送件                        | 未送件                       | 未送件                     |

### 監察委員罷免
- 1961年12月，臺灣省議會議員鄭宋柳提案將臺灣省參議會於1948年1月選出的五位第一屆監察委員全數罷免[95]，1962年1月10日於省議會民政審查委員會討論後，多數議員決議先將罷免案送由大會組織專案小組進行研究[96]。議長黃朝琴於大會指定蘇振輝、黃運金、賴榮木、馬有岳、李源棧五位議員組成小組[97]，而小組於同年8月16日舉行會議，獲得三點結論[98]：
  1. 臺灣省議會有權罷免臺灣省參議會選出的臺灣省籍監察委員；
  2. 但是這些監察委員目前尚無構成應被罷免的理由，所以本罷免議案應予保留；
  3. 建議大會轉請省政府向中央政府提出建議，對中央民意代表（國大代表、立法委員、監察委員）的改選作通盤研究。
- 1985年3月11日，黨外臺灣省議員游錫堃、陳金德、簡錦益、黃玉嬌、蘇洪月嬌等人在臺北集會，一致認為監察委員在十信案中未能善盡調查職責，醞釀聯合黨外臺北市議員，在所屬議會分別提出罷免案，並爭取中國國民黨籍議員參與連署[99]，但最終未能成案。
- 1988年11月，臺北市議員李定中以監察委員許炳南曾經支持在臺北水源特定區內的北宜公路殉職先靈紀念碑興建涼亭，並承諾不會變成寺廟，然而該處實際上已有廟宇違建工程持續施工，且有監察委員向臺北水源特定區管理委員會及臺北縣政府施壓、遊說為由[100]，聯合顏錦福、謝長廷、王昆和、周伯倫共5位提議人向中選會提出罷免案[101]。提議成立後，李定中表示由於國民黨禁止36位黨籍市議員參與連署，達到10人連署成案門檻的機會不高，因此將在臺北市接連舉辦四場群眾說明會[102][103]。
- 1988年12月時，臺灣省參議會選出的五位資深監察委員中僅有李緞一人仍存世。臺灣省議員游錫堃等人主張資深監委早已失去民意代表性，而且李緞過去未見為省民服務，現在年事已高無法勝任監委職務，而號召罷免[104]，共有蘇貞昌、陳志彬、游錫堃、莊姬美、王兆釧、蔡介雄、陳金德、洪木村8位提議人向中選會提出罷免案[105][106]。
  - 中選會為了釐清本案適用的法律，於1989年1月17日召開委員會議決定：本案應適用《動員戡亂時期公職人員選舉罷免法》而非《監察院監察委員選舉罷免法》，提議人數及連署人數應依原有選舉人數計算，即當時臺灣省參議會的36人，而罷免的投票則依現有之省議員人數計算[107]。
  - 國民黨籍的提議人陳志彬於1月31日向臺灣省選舉委員會提出異議，撤銷提議[108]；無黨籍的提議人洪木村也於2月1日退出提議[109]，剩餘6位民主進步黨籍的提議人數仍超過36人的10%，提議成立[110]。
  - 提議成立後，共有林佾廷、張朝權、黃木添、蔡江淋、陳啟吉、周滄淵、余玲雅、何春木、林宗男、黃玉嬌、蘇洪月嬌、傅文政12位省議員參與連署[111]，而黃木添於3月9日、林佾廷與張朝權於3月10日退出連署[112]，剩餘連署人數仍超過36人的20%，連署成立[113]。
  - 1989年3月27日，李緞向監察院申請自願退職，因此中選會決定擱置本件罷免案[114]。

- 1992年初，國民黨憲政改革策劃小組計畫將監察委員的產生方式從省市議會議員間接選舉修改為由總統提名、國民大會同意，引起部分臺灣省議員的不滿，發起將12位臺灣省選出的增額監察委員全數罷免的罷免案，共有黃正義、謝三升、曾蔡美佐、陳進祥、江上清、劉銓忠、張朝權、張蔡美8位提議人[115]，高雄市議會也有蔡媽福、蘇守成、陳漢昇、陳村雄、郭國志5人提議將5位高雄市選出的增額監察委員全數罷免[116]。
  - 4月8日，黃正義到中選會領取罷免連署名冊後，隨即前往省議會尋求連署，爭取到次級問政團體「草根會」等17位省議員簽署連署書，已達連署門檻[117]。
  - 國民黨中央要求省黨部對罷免案積極疏導，而黃正義則於4月9日將除了監察院長黃尊秋以外的11份連署名冊都交給議長簡明景保管，待正副議長及黨團幹部與黨主席李登輝會面溝通後，再決定處理方式[118]，並於4月10日將黃尊秋的連署名冊也交給簡明景[119]。4月16日，省黨部、正副議長、黨團幹部和參與連署的省議員協商之後，簡明景宣布將不會送出連署書，罷免案就此中止[120]。

| 被罷 免人                                                                           | 屆別             | 選區   | 提議日期       | 第一階段 是否成立 | 第二階段 成案與否 | 投票人數 （投票率） 選舉人總數 | 同意票數 不同意票數         | 罷免投票日 投票結果         |
| ----------------------------------------------------------------------------------- | ---------------- | ------ | -------------- | ----------------- | ----------------- | ------------------------------ | --------------------------- | --------------------------- |
| 許炳南                                                                              | 第1屆 第三次增額 | 臺北市 | 1988年11月19日 | 5人 成立          | 未成立            |                                |                             |                             |
| 李緞                                                                                | 第1屆            | 臺灣省 | 1989年1月6日   | 8人→6人 成立      | 12人→9人 成立     | 被罷免人自願退職 未舉行投票    | 被罷免人自願退職 未舉行投票 | 被罷免人自願退職 未舉行投票 |
| 張文獻                                                                              | 第1屆 第三次增額 | 臺灣省 | 1991年12月11日 | 8人 成立          | 8人 未成立        |                                |                             |                             |
| 黃尊秋 陳錫章 柯明謀 陳哲芳 鍾榮吉 林榮三 李詩益 陳恆盛 張文獻 謝許英 謝崑山 黃光平 | 第1屆 第三次增額 | 臺灣省 | 1992年2月29日  | 8人 成立          | 未送件 未成立     |                                |                             |                             |
| 朱安雄 王玉珍 施鐘 洪俊德 林孟貴                                                    | 第1屆 第三次增額 | 高雄市 | 1992年3月      | 5人 成立          | 11人→6人 未成立   |                                |                             |                             |

### 直轄市長罷免
- 2019年12月26日，Wecare高雄、台灣基進及公民割草行動於高雄市發動罷免韓國瑜的行動[121]，經兩次連署達標後於2020年6月6日舉行罷免投票，最後罷免案通過[122]，此為史上第一位被罷免成功及第一位被罷免的直轄市長。
- 2024年1月20日，「新北罷猴自救會」於新北市發動罷免侯友宜的行動[123]，於2024年5月31日，宣布全面停止罷免活動[124][125]。

| 被罷 免人 | 屆別  | 選區   | 提議日期       | 第一階段 是否成立 | 第二階段 成案與否 | 投票人數 （投票率） 選舉人總數   | 同意票數 不同意票數          | 罷免投票日 投票結果   |
| --------- | ----- | ------ | -------------- | ----------------- | ----------------- | -------------------------------- | ---------------------------- | --------------------- |
| 韓國瑜    | 第3屆 | 高雄市 | 2019年12月26日 | 28,560人 成立     | 377,662人 成立    | 969,259人 （42.14%） 2,299,381人 | 同意939,090票 不同意25,051票 | 2020年6月6日 罷免通過 |
| 侯友宜    | 第4屆 | 新北市 | 未送件         | 停止罷免活動      |                   |                                  |                              |                       |

### 直轄市議員罷免
| 被罷 免人 | 屆別  | 選區              | 提議日期      | 第一階段 是否成立 | 第二階段 成案與否 | 投票人數 （投票率） 選舉人總數  | 同意票數 不同意票數         | 罷免投票日 投票結果    |
| --------- | ----- | ----------------- | ------------- | ----------------- | ----------------- | ------------------------------- | --------------------------- | ---------------------- |
| 王浩宇    | 第2屆 | 桃園市 第七選舉區 | 2020年8月11日 | 3,439人 成立      | 33,362人 成立     | 92,226人 （28.14％） 327,758人  | 同意84,582票 不同意7,128票  | 2021年1月16日 罷免通過 |
| 陳致中    | 第3屆 | 高雄市 第十選舉區 | 2020年8月27日 | 3,300人 成立      | 15,645人 未成立   |                                 |                             |                        |
| 黃捷      | 第3屆 | 高雄市 第九選舉區 | 2020年9月14日 | 3,004人 成立      | 30,498人 成立     | 121,110人 （41.54％） 287,829人 | 同意55,261票 不同意65,391票 | 2021年2月6日 罷免否決  |
| 高閔琳    | 第3屆 | 高雄市 第三選舉區 | 2020年9月25日 | 3,222人 成立      | 16,158人 未成立   |                                 |                             |                        |
| 陳乃瑜    | 第4屆 | 新北市 第九選舉區 | 2025年2月19日 | 3,672人 成立      | 停止罷免活動      |                                 |                             |                        |
| 北辰      | 第3屆 | 桃園市 第一選舉區 |               | 連署中            |                   |                                 |                             |                        |

### 縣市長罷免
- 新竹縣長楊文科因新竹縣生命紀念園區的相關爭議[127][128]，故被公民組織新竹縣反生命園區自救會（隨後升級為「罷楊聯盟」）於2023年4月正式提出罷免程序[129]，但最終於2024年2月5日，宣布將停止罷免，並將組織轉型為「大新竹公民監督聯盟」。
- 謝國樑於2022年九合一選舉當選基隆市市長後因未達成其政見以及各種招標、活動爭議導致民意、施政滿意度持續下降[130]。其中基隆東岸商場爭議成為謝國樑罷免案之導火線，NET與基隆市政府因基隆東岸廣場發生產權爭議而進行法律訴訟，基隆市政府卻在法院判決前強行使用警察破門[131]。因上述爭議，由基隆市市民所組成的公民組織山海公民拆樑行動，提出罷免程序，經兩次連署達標後[132][133]，於2024年10月13日舉行罷免投票，但最終結果未通過，罷免失敗[134]。
- 新竹市長高虹安因涉嫌違法及多項爭議事件，由新竹市市民所組成的公民組織「風城安心上路」罷免高虹安行動[135]，提出罷免程序，經兩次連署達標後[136][137]，於2025年7月26日舉行罷免投票，但最終結果未通過，罷免失敗[138]。

| 被罷 免人 | 屆別   | 選區   | 提議日期                    | 第一階段 是否成立 | 第二階段 成案與否 | 投票人數 （投票率） 選舉人總數  | 同意票數 不同意票數          | 罷免投票日 投票結果     |
| --------- | ------ | ------ | --------------------------- | ----------------- | ----------------- | ------------------------------- | ---------------------------- | ----------------------- |
| 陳武璋    | 第3屆  | 高雄市 | 1959年6月18日 1959年6月24日 | 138人 未成立      |                   |                                 |                              |                         |
| 胡子萍    | 第3屆  | 花蓮縣 | 1959年10月                  | 158人 撤回簽署    |                   |                                 |                              |                         |
| 楊文科    | 第19屆 | 新竹縣 | 停止罷免活動                | 停止罷免活動      |                   |                                 |                              |                         |
| 王忠銘    | 第8屆  | 連江縣 |                             | 連署中            |                   |                                 |                              |                         |
| 謝國樑    | 第19屆 | 基隆市 | 2024年4月8日                | 3,116人 成立      | 36,909人 成立     | 156,776人 （50.44％） 310,797人 | 同意69,934票 不同意86,014票  | 2024年10月13日 罷免否決 |
| 高虹安    | 第11屆 | 新竹市 | 2025年2月3日                | 6,943人 成立      | 40,801人 成立     | 212,025人（58.84%） 360,311人   | 同意86,291票 不同意124,360票 | 2025年7月26日 罷免否決  |

### 縣市正/副議長罷免
- 1961年（民國50年），臺北市議會張詩經等27位議員提出罷免市議會副議長周財源，並在12月23日於臺北國軍英雄館召開臨時會議，舉行罷免投票否決罷免[50][148]。
- 1962年（民國51年），高雄縣縣長余登發認為縣議會議長吳尚卿故意點票錯誤，藉此杯葛縣政府的國民義務勞動材料費追認案，因此發動林季容等20位議員提出罷免[149][150]，並在8月27日舉行罷免投票否決罷免[50]。
- 2024年（民國113年），金門縣議會9位議員提出罷免縣議會議長洪允典，並在9月9日舉行罷免投票，因出席人數未達法定門檻否決罷免。

| 被罷 免人 | 職務     | 屆別  | 選區   | 提議日期      | 提議 是否成立 | 罷免投票日 投票結果                      |
| --------- | -------- | ----- | ------ | ------------- | ------------- | ---------------------------------------- |
| 王地      | 縣議長   | 第4屆 | 臺中縣 | 1959年4月6日  | 37人 撤回提案 |                                          |
| 林朝堂    | 縣副議長 | 第4屆 | 臺中縣 | 1959年8月15日 | 23人 成立     | 1959年8月24日 流會 1959年9月9日 撤回提案 |
| 周財源    | 市副議長 | 第5屆 | 臺北市 | 1961年        | 27人 成立     | 1961年12月23日 罷免否決                  |
| 吳尚卿    | 縣議長   | 第5屆 | 高雄縣 | 1962年8月     | 20人 成立     | 1962年8月27日 罷免否決                   |
| 洪允典    | 縣議長   | 第8屆 | 金門縣 | 2024年8月21日 | 9人 成立      | 2024年9月9日 流會，罷免否決              |

### 縣市議員罷免
- 1962年（民國51年），澎湖縣公民提出罷免縣議員許記盛，但因省議員郭石頭病逝，許記盛依法遞補而辭去縣議員，罷免案未成立[50]。
- 2019年（民國108年），前金門縣議員陳滄江發起罷免洪允典議員身分的連署，隔年三月撤回罷免案[156]。
- 2025年（民國114年），由於2025年大罷免關係，國民黨的支持者發起罷免民進黨籍及親綠無黨籍議員（南投縣、基隆市、苗栗縣）。

| 被罷 免人 | 職務   | 屆別   | 選區              | 提議日期       | 第一階段 是否成立 | 第二階段 成案與否 | 投票人數 （投票率） 選舉人總數 | 同意票數 不同意票數        | 罷免投票日 投票結果    |
| --------- | ------ | ------ | ----------------- | -------------- | ----------------- | ----------------- | ------------------------------ | -------------------------- | ---------------------- |
| 陳乾坤    | 縣議員 | 第1屆  | 澎湖縣 第二選舉區 | 1951年12月19日 | 不適用            | 未成立            |                                |                            |                        |
| 蔣清      | 縣議員 | 第3屆  | 宜蘭縣 第七選舉區 | 1956年7月19日  | 不適用            | 未成立            |                                |                            |                        |
| 郭建德    | 市議員 | 第4屆  | 基隆市 第二選舉區 | 1960年10月     | 583人 成立        | 未送件            |                                |                            |                        |
| 許記盛    | 縣議員 | 第5屆  | 澎湖縣 第一選舉區 | 1962年11月10日 | 533人 成立        | 未成立            |                                |                            |                        |
| 彭瑞捷    | 縣議員 | 第6屆  | 苗栗縣 第二選舉區 | 1966年6月7日   | 263人 撤回提議    |                   |                                |                            |                        |
| 張天發    | 縣議員 | 第7屆  | 臺北縣 第六選舉區 | 1970年         | 438人 成立        | 未成立            |                                |                            |                        |
| 吳光耀    | 縣議員 | 第9屆  | 嘉義縣 第四選舉區 | 1979年5月19日  | 817人 成立        | 未送件            |                                |                            |                        |
| 洪允典    | 縣議員 | 第7屆  | 金門縣 第一選舉區 | 2020年1月7日   | 669人 成立        | 未送件            |                                |                            |                        |
| 蔡銘軒    | 縣議員 | 第20屆 | 南投縣 第二選舉區 | 2025年2月6日   | 1,171人 成立      | 9,039人 未成立    |                                |                            |                        |
| 陳玉鈴    | 縣議員 | 第20屆 | 南投縣 第四選舉區 | 2025年2月6日   | 828人 成立        | 7,135人 成立      | 18,171人 （31.76%） 57,207人   | 同意12,160票 不同意5,867票 | 2025年7月13日 罷免否決 |
| 鄭文婷    | 市議員 | 第20屆 | 基隆市 第三選舉區 | 2025年2月19日  | 425人 成立        | 未送件            |                                |                            |                        |
| 張之豪    | 市議員 | 第20屆 | 基隆市 第五選舉區 | 2025年2月19日  | 874人 成立        | 未送件            |                                |                            |                        |
| 徐筱菁    | 縣議員 | 第20屆 | 苗栗縣 第一選舉區 | 2025年2月19日  | 1,108人 成立      | 未送件            |                                |                            |                        |
| 曾玟學    | 縣議員 | 第20屆 | 苗栗縣 第五選舉區 | 2025年2月19日  | 1,120人 成立      | 未送件            |                                |                            |                        |
| 陳春暖    | 縣議員 | 第20屆 | 苗栗縣 第六選舉區 | 2025年2月19日  | 342人 成立        | 未送件            |                                |                            |                        |

### 鄉鎮市長罷免
| 被罷 免人 | 屆別   | 選區          | 提議日期       | 第一階段 是否成立 | 第二階段 成案與否 | 投票人數 （投票率） 選舉人總數 | 同意票數 不同意票數     | 罷免投票日 投票結果     |
| --------- | ------ | ------------- | -------------- | ----------------- | ----------------- | ------------------------------ | ----------------------- | ----------------------- |
| 葉寶通    | 第2屆  | 臺南縣 白河鎮 | 1952年5月8日   | 不適用            | 368人 成立        | 6,186人 （46.58%） 13,280人    | 同意5,053票 不同意928票 | 1952年6月22日 罷免否決  |
| 林坤南    | 第2屆  | 臺中縣 烏日鄉 | 1954年9月14日  | 不適用            | 1,941人 成立      | 3,612人 （37.31%） 9,682人     | 同意3,021票 不同意408票 | 1954年10月17日 罷免否決 |
| 張德興    | 第2屆  | 屏東縣 車城鄉 | 1954年10月     | 不適用            | 成立              | 未知                           | 未知                    | 1954年11月14日 罷免否決 |
| 陳興盛    | 第4屆  | 新竹縣 關西鎮 | 未知           | 不適用            | 未成立            |                                |                         |                         |
| 范阿嚴    | 第4屆  | 新竹縣 寶山鄉 | 1958年9月8日   | 不適用            | 2,063人 未成立    |                                |                         |                         |
| 張顯貴    | 第4屆  | 臺南縣 麻豆鎮 | 1962年11月19日 | 未成立            |                   |                                |                         |                         |
| 李義      | 第5屆  | 雲林縣 元長鄉 | 未知           | 未成立            |                   |                                |                         |                         |
| 蔡木春    | 第5屆  | 臺南縣 柳營鄉 | 未知           | 未成立            |                   |                                |                         |                         |
| 高明源    | 第5屆  | 高雄縣 橋頭鄉 | 1965年9月21日  | 820人 未成立      |                   |                                |                         |                         |
| 吳億進    | 第5屆  | 高雄縣 梓官鄉 | 未知           | 未成立            |                   |                                |                         |                         |
| 吳耀華    | 第6屆  | 屏東縣 竹田鄉 | 未知           | 未成立            |                   |                                |                         |                         |
| 林德祥    | 第6屆  | 臺南縣 六甲鄉 | 未知           | 254人 成立        | 未成立            |                                |                         |                         |
| 郭金龍    | 第8屆  | 高雄縣 內門鄉 | 未知           | 263人 成立        | 未成立            |                                |                         |                         |
| 戴坤霖    | 第9屆  | 屏東縣 恆春鎮 | 1982年8月7日   | 391人 成立        | 未送件            |                                |                         |                         |
| 王福入    | 第10屆 | 彰化縣 鹿港鎮 | 1987年3月2日   | 765人 成立        | 未送件            |                                |                         |                         |
| 李文賢    | 第10屆 | 桃園縣 觀音鄉 | 1987年4月2日   | 774人 成立        | 未送件            |                                |                         |                         |
| 李文賢    | 第10屆 | 桃園縣 觀音鄉 | 1988年10月7日  | 537人 成立        | 3,952人 未成立    |                                |                         |                         |
| 溫義春    | 第11屆 | 屏東縣 枋山鄉 | 1992年2月1日   | 99人 成立         | 未送件            |                                |                         |                         |
| 龔文雄    | 第11屆 | 高雄縣 內門鄉 | 1993年7月5日   | 267人 成立        | 未送件            |                                |                         |                         |
| 蘇益生    | 第12屆 | 高雄縣 永安鄉 | 1995年6月22日  | 239人 成立        | 未送件            |                                |                         |                         |
| 許瓊聰    | 第13屆 | 彰化縣 員林鎮 | 2000年9月1日   | 1,851人 成立      | 未送件            |                                |                         |                         |
| 林金敏    | 第13屆 | 嘉義縣 大林鎮 | 2001年3月1日   | 534人 成立        | 5,025人 未成立    |                                |                         |                         |
| 陳河山    | 第14屆 | 雲林縣 林內鄉 | 2003年         | 未知              | 2,805人 成立      | 5,604人 （36.93%） 15,174人    | 同意5,266票 不同意338票 | 2003年9月20日 罷免否決  |
| 薛秋花    | 第17屆 | 宜蘭縣 南澳鄉 | 2016年5月25日  | 110人 成立        | 981人 成立        | 623人 （14.66%） 4,249人       | 同意591票 不同意26票    | 2016年8月27日 罷免否決  |
| 陳榮聰    | 第18屆 | 花蓮縣 富里鄉 | 2020年6月29日  | 89人 成立         | 942人 成立        | 1,089人 （12.65%） 8,607人     | 同意974票 不同意82票    | 2020年11月28日 罷免否決 |
| 謝淑貞    | 第19屆 | 臺東縣 成功鎮 | 2024年3月8日   | 128人 成立        | 1,416人 成立      | 793人 （6.96%） 11, 391人      | 同意736票 不同意46票    | 2024年8月3日 罷免否決   |
| 劉姿言    | 第19屆 | 雲林縣 林內鄉 | 2024年5月28日  | 162人 成立        | 1,327人 未成立    |                                |                         |                         |
| 廖國富    | 第19屆 | 屏東縣 崁頂鄉 | 2024年7月19日  | 115人 未成立      |                   |                                |                         |                         |
| 蔡詩傑    | 第19屆 | 彰化縣 二林鎮 | 2025年2月19日  | 516人 成立        | 未送件            |                                |                         |                         |
| 胡金至    | 第19屆 | 臺東縣 海端鄉 | 2025年3月27日  | 36人 成立         | 未送件            |                                |                         |                         |

### 鄉鎮市民代表罷免
| 被罷 免人 | 職務                | 屆別   | 選區          | 提議日期       | 第一階段 是否成立 | 第二階段 成案與否 | 投票人數 （投票率） 選舉人總數      | 同意票數 不同意票數       | 罷免投票日 投票結果                                                |
| --------- | ------------------- | ------ | ------------- | -------------- | ----------------- | ----------------- | ----------------------------------- | ------------------------- | ------------------------------------------------------------------ |
| 李再來    | 鎮民代表            | 第3屆  | 臺南縣 白河鎮 | 未知           | 不適用            | 150人 成立        | 197人 （19.64%） 1,003人            | 未知                      | 1952年8月31日 罷免否決                                             |
| 郭兆才    | 鎮民代表            | 第4屆  | 苗栗縣 苗栗鎮 | 未知           | 不適用            | 273人 成立        | 497人 （56.74%） 876人              | 同意413票 不同意69票      | 1953年8月16日 罷免通過                                             |
| 潘金塗    | 鎮民代表            | 第4屆  | 苗栗縣 苑裡鎮 | 1953年8月3日   | 不適用            | 57人 成立         | 283人 （55.38%） 511人              | 同意227票 不同意46票      | 1953年8月30日 罷免通過                                             |
| 林成奎    | 鄉民代表            | 第4屆  | 臺中縣 龍井鄉 | 未知           | 不適用            | 90人 成立         | 未知                                | 未知                      | 1953年9月20日 罷免通過                                             |
| 邱阿炮    | 鄉民代表            | 第4屆  | 新竹縣 湖口鄉 | 未知           | 不適用            | 成立              | 未知                                | 未知                      | 1954年3月7日 罷免否決                                              |
| 陳朝風    | 鎮民代表            | 第4屆  | 嘉義縣 大林鎮 | 未知           | 不適用            | 121人 成立        | 未知                                | 未知                      | 1954年3月21日 罷免通過                                             |
| 張瑞香    | 鄉民代表            | 第4屆  | 宜蘭縣 礁溪鄉 | 未知           | 不適用            | 55人 成立         | 不明 （77.5%） 6,687人[[Category:]] | 同意213票 不同意290票     | 1954年12月12日 罷免否決                                            |
| 陳炳其    | 鎮民代表            | 第5屆  | 臺北縣 三峽鎮 | 未知           | 不適用            | 50人 成立         | 未知                                | 未知                      | 1956年7月8日 罷免否決                                              |
| 賴鄉春    | 鄉民代表 鄉代主席   | 第7屆  | 屏東縣 內埔鄉 | 1963年1月12日  | 不適用            | 11人 成立         | 13人 （86.67%） 15人                | 同意10票 不同意2票        | 1963年1月19日 罷免通過                                             |
| 劉春木    | 市民代表 市代主席   | 第5屆  | 新竹縣 新竹市 | 未知           | 不適用            | 15人 成立         |                                     | 同意13票 不同意12票       | 1963年5月18日 罷免否決                                             |
| 彭溫金    | 市民代表 市代副主席 | 第6屆  | 新竹縣 新竹市 | 未知           | 不適用            | 17人 成立         | 37人 （94.87%） 39人                | 同意22票 不同意8票        | 1966年2月22日 罷免否決                                             |
| 彭溫金    | 市民代表 市代副主席 | 第6屆  | 新竹縣 新竹市 | 未知           | 不適用            | 14人 成立         | 不明 38人                           | 同意12票 不同意18票       | 1967年3月22日 罷免否決                                             |
| 張米山    | 鎮民代表 鎮代主席   | 第8屆  | 臺南縣 白河鎮 | 未知           | 不適用            | 10人 成立         | 13人 （68.42%） 19人                | 同意10票 不同意3票        | 1967年5月4日 罷免否決                                              |
| 朱義國    | 鎮民代表 鎮代副主席 | 第8屆  | 臺南縣 白河鎮 | 未知           | 不適用            | 7人 撤案          |                                     |                           |                                                                    |
| 楊界元    | 鄉民代表 鄉代主席   | 第8屆  | 雲林縣 元長鄉 | 未知           | 不適用            | 成立              | 11人 （61.11%） 18人                | 同意1票 不同意7票         | 1967年8月2日 罷免否決                                              |
| 葉懷蓁    | 鎮民代表 鄉代主席   | 第8屆  | 雲林縣 斗南鎮 | 未知           | 不適用            | 1人 成立          | 8人 （42.11%） 19人                 | 同意0票 不同意8票         | 1967年10月19日 罷免否決                                            |
| 洪水木    | 鎮民代表            | 第9屆  | 苗栗縣 通霄鎮 | 1969年9月23日  | 55人 成立         | 205人 成立        | 908人 （44.34%） 2,048人            | 同意757票 不同意50票      | 1969年11月15日 罷免通過                                            |
| 王榮宗    | 鄉民代表 鄉代主席   | 第9屆  | 臺北縣 林口鄉 | 未知           | 不適用            | 6人 成立          | 8人 （72.73%） 11人                 | 同意6票 不同意1票         | 1970年7月25日 罷免通過，但判決無效                                 |
| 劉炳松    | 鄉民代表 鄉代主席   | 第10屆 | 彰化縣 永靖鄉 | 未知           | 不適用            | 6人 撤案          |                                     |                           |                                                                    |
| 吳耀芳    | 鄉民代表 鄉代主席   | 第10屆 | 雲林縣 褒忠鄉 | 未知           | 不適用            | 1人 撤案          |                                     |                           |                                                                    |
| 陳繼宗    | 鄉民代表 鄉代主席   | 第11屆 | 臺中縣 大肚鄉 | 未知           | 不適用            | 9人 撤案          |                                     |                           |                                                                    |
| 高天思    | 鄉民代表 鄉代主席   | 第11屆 | 南投縣 仁愛鄉 | 未知           | 不適用            | 5人 撤案          |                                     |                           |                                                                    |
| 陳明輝    | 鄉民代表 鄉代副主席 | 第11屆 | 南投縣 仁愛鄉 | 未知           | 不適用            | 5人 撤案          |                                     |                           |                                                                    |
| 游陳秋香  | 鄉民代表            | 第11屆 | 高雄縣 內門鄉 | 未知           | 129人 成立        | 成立              | 1,990人 （53.83%） 3,697人          | 同意1,834票 不同意86票    | 1979年7月28日 罷免通過                                             |
| 吳來旺    | 鄉民代表            | 第11屆 | 高雄縣 燕巢鄉 | 未知           | 34人 成立         | 未領表 未成立     |                                     |                           |                                                                    |
| 郭家富    | 鄉民代表            | 第11屆 | 屏東縣 萬丹鄉 | 未知           | 成立              | 未領表 未成立     |                                     |                           |                                                                    |
| 江東木    | 鄉民代表            | 第13屆 | 臺北縣 貢寮鄉 | 1987年8月5日   | 63人 成立         | 280人 成立        | 783人 （34.52%） 2,268人            | 同意707票 不同意41票      | 1987年12月5日 罷免通過                                             |
| 陳慶隆    | 鎮民代表 鎮代副主席 | 第13屆 | 臺北縣 三峽鎮 | 未知           | 不適用            | 7人 成立          | 5人 （41.67%） 12人                 | 同意1票 不同意4票         | 1988年4月19日 流會 1988年4月20日 流會 1988年4月26日 罷免否決       |
| 黃高月桂  | 鄉民代表            | 第13屆 | 臺中縣 大安鄉 | 1988年11月15日 | 58人 未成立       |                   |                                     |                           |                                                                    |
| 謝國炬    | 市民代表            | 第3屆  | 苗栗縣 苗栗市 | 1988年12月20日 | 158人 成立        | 716人 成立        | 2,956人 （18.38%） 16,082人         | 同意2,560票 不同意347票   | 1989年3月18日 罷免否決                                             |
| 彭嬿      | 鎮民代表            | 第13屆 | 新竹縣 竹東鎮 | 未知           | 3人 成立          | 成立              | 1,692人 （10.12%） 16,725人         | 同意773票 不同意846票     | 1989年5月27日 罷免否決                                             |
| 李永讚    | 鎮民代表 鎮代主席   | 第13屆 | 臺北縣 淡水鎮 | 未知           | 不適用            | 5人 成立          | 11人 （78.57%） 14人                | 同意7票 不同意4票         | 1989年12月12日 流會 1989年12月15日 罷免否決                        |
| 呂宗坤    | 鎮民代表 鎮代副主席 | 第13屆 | 臺北縣 瑞芳鎮 | 未知           | 不適用            | 5人 成立          | 不適用                              | 不適用                    | 1988年9月13日 流會 因辭職，未舉行投票                              |
| 黃振塊    | 市民代表 市代主席   | 第13屆 | 高雄縣 鳳山市 | 未知           | 不適用            | 9人 成立          | 不適用 26人                         | 不適用                    | 1988年10月5日 流會 1989年6月13日 流會 1989年6月14日 流會，罷免否決 |
| 黃美連    | 市民代表 市代副主席 | 第13屆 | 高雄縣 鳳山市 | 未知           | 不適用            | 9人 成立          | 不適用 26人                         | 不適用                    | 1988年10月5日 流會 1989年6月13日 流會 1989年6月14日 流會，罷免否決 |
| 徐木通    | 鄉民代表            | 第14屆 | 新竹縣 湖口鄉 | 1993年2月9日   | 122人 成立        | 未送件 未成立     |                                     |                           |                                                                    |
| 黃錦文    | 鎮民代表 鎮代副主席 | 第14屆 | 臺北縣 汐止鎮 | 1993年6月3日   | 不適用            | 8人 成立          | 未知                                | 同意10票 不同意5票        | 1993年6月22日 罷免通過                                             |
| 李丙申    | 鄉民代表            | 第14屆 | 高雄縣 茄萣鄉 | 1995年9月29日  | 75人 成立         | 未送件 未成立     |                                     |                           |                                                                    |
| 鍾國唐    | 鄉民代表 鄉代副主席 | 第15屆 | 屏東縣 竹田鄉 | 1997年3月3日   | 不適用            | 8人 成立          | 10人 （90.91%） 11人                | 同意8票 不同意2票         | 1997年3月24日 罷免通過                                             |
| 王志豐    | 鎮民代表會 鎮代主席 | 第15屆 | 屏東縣 潮州鎮 | 1997年3月28日  | 不適用            | 8人 成立          | 不適用                              | 不適用                    | 1997年4月14日 流會 1997年5月9日 流會 因辭職，未舉行投票            |
| 洪進居    | 鄉民代表            | 第15屆 | 屏東縣 萬丹鄉 | 1997年4月21日  | 133人 成立        | 1,026人 成立      | 1,697人 （27.47%） 6,178人          | 同意1,514票 不同意139票   | 1997年6月29日 罷免否決                                             |
| 連一龍    | 鄉民代表            | 第21屆 | 花蓮縣 秀林鄉 | 2020年8月14日  | 83人 成立         | 718人 成立        | 376人 （6.06%） 6,209人             | 同意320票 不同意50票      | 2020年12月12日 罷免否決                                            |
| 王國鑑    | 鄉民代表            | 第22屆 | 屏東縣 崁頂鄉 | 2024年8月1日   | 43人 成立         | 404人 未成立      |                                     |                           |                                                                    |
| 葉俊緯    | 鄉民代表            | 第22屆 | 屏東縣 南州鄉 | 2024年12月16日 | 46人 成立         | 751人 成立        | 1,606人 （37.55%） 4,277人          | 同意1,044票 不同意529票   | 2025年4月19日 罷免否決                                             |
| 湯智雄    | 鄉民代表            | 第22屆 | 屏東縣 南州鄉 | 2024年12月18日 | 44人 成立         | 500人 成立        | 1,591人 （37.20%） 4,277人          | 同意624票 不同意907票     | 2025年4月19日 罷免否決                                             |
| 林淑勉    | 市民代表            | 第22屆 | 嘉義縣 太保市 | 2025年2月3日   | 145人 成立        | 2,063人 成立      | 4,393人 （32.64%） 13,460人         | 同意2,505票 不同意1,822票 | 2025年5月24日 罷免否決                                             |
| 吳宏哲    | 市民代表            | 第22屆 | 嘉義縣 太保市 | 2025年2月12日  | 145人 成立        | 1,722人 成立      | 4,389人 （32.61%） 13,460人         | 同意1,903票 不同意2,370票 | 2025年5月24日 罷免否決                                             |
| 涂文生    | 鄉民代表            | 第22屆 | 嘉義縣 民雄鄉 | 2025年2月18日  | 179人 成立        | 未送件            |                                     |                           |                                                                    |

### 村、里長罷免
| 被罷 免人 | 屆別   | 選區                 | 提議日期       | 第一階段 是否成立 | 第二階段 成案與否 | 投票人數 （投票率） 選舉人總數 | 同意票數 不同意票數     | 罷免投票日 投票結果     |
| --------- | ------ | -------------------- | -------------- | ----------------- | ----------------- | ------------------------------ | ----------------------- | ----------------------- |
| 侯張樑    | 第4屆  | 雲林縣 斗六鎮 保里   | 未知           | 不適用            | 成立              | 132人 （16.84%） 784人         | 同意117票 不同意9票     | 1953年8月2日 罷免否決   |
| 林仙花    | 第4屆  | 澎湖縣 白沙鄉 港子村 | 未知           | 不適用            | 成立              | 137人 （43.35%） 316人         | 同意117票 不同意9票     | 1954年1月17日 罷免否決  |
| 陳喜      | 第4屆  | 澎湖縣 湖西鄉 沙港村 | 未知           | 不適用            | 成立              | 411人 （62.56%） 657人         | 同意384票 不同意14票    | 1954年3月7日 罷免通過   |
| 劉亮      | 第4屆  | 南投縣 埔里鎮 珠格里 | 未知           | 不適用            | 成立              | 347人 （93.78%） 370人         | 同意155票 不同意183票   | 1954年4月18日 罷免否決  |
| 余清連    | 第5屆  | 臺東縣 成功鎮 博愛里 | 未知           | 不適用            | 成立              | 521人 （87.42%） 596人         | 同意330票 不同意133票   | 1957年1月13日 罷免通過  |
| 葉銀票    | 第5屆  | 宜蘭縣 宜蘭市 慈安里 | 未知           | 不適用            | 成立              | 91人 （17.11%） 532人          | 同意5票 不同意80票      | 1957年4月21日 罷免否決  |
| 趙柏崧    | 第6屆  | 雲林縣 口湖鄉 後厝村 | 未知           | 成立              | 成立              | 281人 不明                     | 同意258票 不同意12票    | 1960年2月14日 罷免通過  |
| 黃慶邦    | 第6屆  | 屏東縣 萬丹鄉 社上村 | 未知           | 成立              | 成立              | 418人 （69.09%） 605人         | 同意383票 不同意13票    | 1962年3月4日 罷免通過   |
| 湯福梅    | 第7屆  | 桃園縣 觀音鄉 新興村 | 未知           | 成立              | 成立              | 不明 378人                     | 未知                    | 1962年7月5日 罷免否決   |
| 賴石雄    | 第7屆  | 苗栗縣 泰安鄉 梅園村 | 未知           | 成立              | 未成立            |                                |                         |                         |
| 吳添登    | 第7屆  | 高雄縣 六龜鄉 中興村 | 未知           | 成立              | 未成立            |                                |                         |                         |
| 周阿祥    | 第8屆  | 苗栗縣 通霄鎮 福源里 | 未知           | 成立              | 成立              | 260人 （50.19%） 518人         | 同意209票 不同意17票    | 1966年5月1日 罷免通過   |
| 劉衡山    | 第5屆  | 臺北市 松山區 中強里 | 1986年10月18日 | 133人 成立        | 未知              |                                |                         |                         |
| 陳文典    | 第13屆 | 臺南縣 歸仁鄉 六甲村 | 1988年3月6日   | 70人 成立         | 未送件 未成立     |                                |                         |                         |
| 羅水參    | 第13屆 | 臺中縣 新社鄉 崑山村 | 1989年3月16日  | 27人 成立         | 241人 未成立      |                                |                         |                         |
| 吳阿銅    | 第14屆 | 苗栗縣 卓蘭鎮 豐田里 | 1991年11月21日 | 23人 成立         | 247人 未成立      |                                |                         |                         |
| 吳嘉樑    | 第14屆 | 桃園縣 中壢市 東興里 | 1991年12月11日 | 64人 成立         | 未知              |                                |                         |                         |
| 張錦      | 第14屆 | 臺中縣 和平鄉 南勢村 | 1992年6月4日   | 29人 未成立       |                   |                                |                         |                         |
| 周清福    | 第6屆  | 臺北市 南港區 舊莊里 | 1992年8月14日  | 118人 成立        | 未知              |                                |                         |                         |
| 王清傳    | 第14屆 | 臺南縣 善化鎮 嘉南里 | 1992年9月22日  | 23人 成立         | 未送件 未成立     |                                |                         |                         |
| 沈德河    | 第14屆 | 新竹縣 新豐鄉 瑞興村 | 1992年10月19日 | 22人 成立         | 295人 成立        | 460人 （45.32%） 1,015人       | 同意428票 不同意21票    | 1993年2月27日 罷免否決  |
| 周祖任    | 第14屆 | 桃園縣 中壢市 興和里 | 1992年11月7日  | 51人 成立         | 未知              |                                |                         |                         |
| 張添渼    | 第14屆 | 新竹縣 湖口鄉 鳳凰村 | 1993年2月11日  | 60人 成立         | 未送件 未成立     |                                |                         |                         |
| 邱龍森    | 第15屆 | 苗栗縣 頭份鎮 新華里 | 1996年4月5日   | 72人 成立         | 462人 成立        | 690人 （20.76%） 3,323人       | 同意555票 不同意118票   | 1996年6月16日 罷免否決  |
| 蘇家樑    | 第15屆 | 臺南市 北區 富台里   | 1996年4月15日  | 14人 成立         | 62人 未成立       |                                |                         |                         |
| 吳錦坤    | 第15屆 | 臺中縣 東勢鎮 茂興里 | 1996年7月10日  | 43人 成立         | 403人 成立        | 383人 （25.28%） 1,515人       | 同意331票 不同意35票    | 1996年11月9日 罷免否決  |
| 蘇達雄    | 第15屆 | 南投縣 竹山鎮 中和里 | 1996年7月26日  | 24人 成立         | 477人 成立        | 422人 （44.99%） 938人         | 同意383票 不同意30票    | 1996年10月12日 罷免否決 |
| 廖治文    | 第15屆 | 桃園縣 觀音鄉 保生村 | 1996年9月24日  | 46人 成立         | 未知              |                                |                         |                         |
| 黃謀境    | 第15屆 | 桃園縣 觀音鄉 白玉村 | 1996年10月4日  | 34人 成立         | 123人 未成立      |                                |                         |                         |
| 范並源    | 第15屆 | 新竹縣 湖口鄉 湖口村 | 1996年11月27日 | 60人 成立         | 229人 成立        | 1,131人 （55.99%） 2,020人     | 同意1,069票 不同意52票  | 1997年3月3日 罷免通過   |
| 李振峰    | 第16屆 | 南投縣 埔里鎮 東門里 | 1999年12月10日 | 82人 成立         | 未送件 未成立     |                                |                         |                         |
| 鄭宗文    | 第16屆 | 臺中縣 大甲鎮 中山里 | 2000年4月10日  | 66人 成立         | 656人 成立        | 213人 （6.95%） 3,066人        | 同意200票 不同意9票     | 2000年7月22日 罷免否決  |
| 岳玉寶    | 第5屆  | 高雄市 左營區 屏山里 | 2000年4月15日  | 42人 成立         | 322人 成立        | 453人 （30.34%） 1,493人       | 同意405票 不同意39票    | 2000年7月2日 罷免否決   |
| 王鵬生    | 第20屆 | 屏東縣 東港鎮 大鵬里 | 2016年11月28日 | 4人 成立          | 24人 成立         | 35人 （38.89%） 90人           | 同意33票 不同意2票      | 2017年2月4日 罷免否決   |
| 陳明倫    | 第20屆 | 屏東縣 南州鄉 壽元村 | 2017年6月5日   | 15人 成立         | 108人 成立        | 310人 （30.01%） 1,033人       | 同意277票 不同意24票    | 2017年8月26日 罷免通過  |
| 許正東    | 第21屆 | 宜蘭縣 員山鄉 中華村 | 2020年3月19日  | 8人 成立          | 165人 成立        | 397人 （67.75%） 586人         | 同意257票 不同意137票   | 2020年7月4日 罷免通過   |
| 陳錫卿    | 第3屆  | 臺中市 霧峰區 南勢里 | 2020年6月18日  | 14人 成立         | 113人 未成立      |                                |                         |                         |
| 王彰      | 第3屆  | 臺南市 新營區 太北里 | 2020年8月20日  | 22人 成立         | 228人 成立        | 931人 （55.95%） 1,664人       | 同意380票 不同意541票   | 2020年11月21日 罷免否決 |
| 黃江正    | 第21屆 | 嘉義縣 六腳鄉 工廠村 | 2020年9月1日   | 3人 成立          | 24人 成立         | 143人 （71.50%） 200人         | 同意40票 不同意99票     | 2020年11月28日 罷免否決 |
| 謝文加    | 第13屆 | 臺北市 士林區 福安里 | 2020年8月5日   | 44人 成立         | 465人 成立        | 2,191 （51.14%） 4,284人       | 同意515票 不同意1,666票 | 2020年12月12日 罷免否決 |
| 金治雄    | 第21屆 | 花蓮縣 秀林鄉 景美村 | 2020年8月14日  | 30人 成立         | 183人 成立        | 63人 （3.76%） 1,674人         | 同意55票 不同意7票      | 2020年12月12日 罷免否決 |
| 楊慧貞    | 第21屆 | 屏東縣 九如鄉 三塊村 | 2020年9月22日  | 26人 成立         | 132人 未成立      |                                |                         |                         |
| 伍金豎    | 第21屆 | 南投縣 信義鄉 東埔村 | 2020年10月15日 | 10人 成立         | 99人 成立         | 543人 （56.10%） 968人         | 同意166票 不同意369票   | 2020年12月19日 罷免否決 |
| 楊基生    | 第3屆  | 新北市 新店區 明城   | 2020年10月5日  | 32人 成立         | 303人 成立        | 556人 （18.20%） 3,055人       | 同意312票 不同意244票   | 2021年1月16日 罷免否決  |
| 鄭慧鋒    | 第3屆  | 臺中市 太平區 新興里 | 2021年9月15日  | 45人 成立         | 6人 未成立        |                                |                         |                         |
| 王子林    | 第3屆  | 桃園市 中壢區 石頭里 | 2023年12月26日 | 21人 成立         | 618人 成立        | 595人 （38.04%） 1,564人       | 同意535票 不同意49票    | 2024年3月30日 罷免通過  |
| 林秀貞    | 第3屆  | 桃園市 桃園區 長美里 | 2024年1月30日  | 16人 成立         | 143人 成立        | 398人 （40.90%） 973人         | 同意229票 不同意161票   | 2024年6月8日 罷免否決   |
| 黃秀玲    | 第4屆  | 臺中市 大里區 永隆里 | 2024年1月24日  | 86人 成立         | 1,024人 成立      | 2,370人 （24.37%） 9,725人     | 同意1,555票 不同意798票 | 2024年7月13日 罷免否決  |
| 王雷凱    | 第14屆 | 臺北市 信義區 景勤里 | 2024年3月1日   | 47人 成立         | 318人 成立        | 588人 （18.57%） 3,166人       | 同意451票 不同意132票   | 2024年7月20日 罷免否決  |
| 謝嘉仁    | 第3屆  | 桃園市 龜山區 文青里 | 2024年4月2日   | 97人 成立         | 1,097人 成立      | 2,319人 （24.95%） 9,296人     | 同意1,684票 不同意629票 | 2024年7月20日 罷免否決  |
| 李武雄    | 第4屆  | 新北市 中和區 東南里 | 2024年6月24日  | 36人 成立         | 未送件 未成立     |                                |                         |                         |
| 吳火生    | 第4屆  | 臺南市 東山區 東     | 2024年9月20日  | 8人 成立          | 146人 成立        | 417人 （55.16%） 756人         | 同意286票 不同意124票   | 2024年12月21日 罷免通過 |
| 林富萬    | 第4屆  | 新北市 瑞芳區 碩仁里 | 2024年11月29日 | 2人 成立          | 24人 成立         | 104人 （76.47%） 136人         | 同意40票 不同意63票     | 2025年2月22日 罷免否決  |
| 宋靜庭    | 第4屆  | 新北市 板橋區 新海里 | 2025年2月8日   | 34人 成立         | 378人 成立        | 839人 （30.10%） 2,787人       | 同意495票 不同意342票   | 2025年6月28日 罷免否決  |